# Polyantharozen

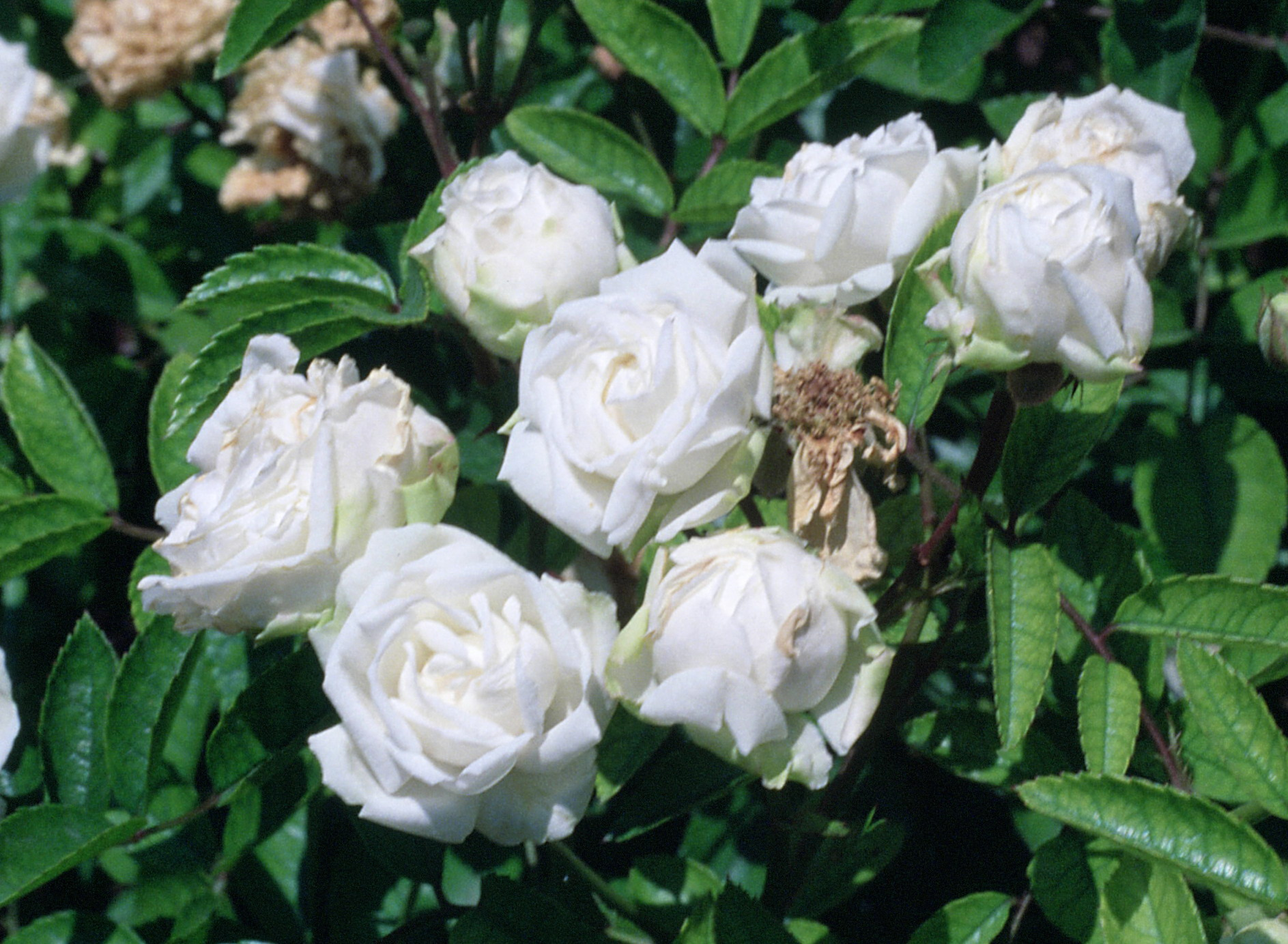
Rosa 'Pâquerette' (Guillot, 1872)

Polyantharozen zijn een groep rozencultivars die vanaf 1875 ontstonden door kruisingen van Rosa multiflora met Rosa chinensis door de Franse rozenkweker Jean-Baptiste Guillot (1827-1893). Het zijn kleinbloemige trosrozen, gekenmerkt door hun schermvormige bloeiwijze en compacte, bossige groei. Over het algemeen zijn ze geurloos (met enkele uitzonderingen zoals de roos 'Mevrouw Nathalie Nypels'), maar ze zijn zeer bloeirijk en bloeien van de lente tot de herfst. Ze hebben enkele, dubbele of halfgevulde bloemen in de kleuren wit, roze en rood. De naam polyantha komt van het Griekse woord polyanthes, wat veelbloemig betekend. 

## Geschiedenis
De naam Rosa polyantha werd in 1843 voor het eerst aan een veelbloemige roos uit Oost-Azië gegeven
door de Duitse botanici Philipp Franz von Siebold en Joseph Gerhard Zuccarini. Deze roos bleek echter al in 1784 door de Zweedse botanicus Carl Peter Thunberg beschreven te zijn als Rosa multiflora.
Als gevolg van de handelsbetrekkingen tussen de zijde-industrie van Lyon en het Verre Oosten, waren een aantal rozentelers uit Lyon de eersten die in Frankrijk zaden van Rosa multiflora ontvingen. Mogelijk van de Franse mijnbouwingenieur Jean Francisque Coignet vanuit Japan. De Lyonese rozenkweker Jean-Baptiste Guillot creëerde daarmee de in 1875 geïntroduceerde eerste polyantharoos 'Pâquerette'. Deze roos had witte bloemen en was een kruising tussen een uit het zaad gewonnene veelbloemige roos en een onbekende roos (mogelijk Rosa chinensis 'Minima'). Daarna creëerde hij nog enige polyantharozen waaronder 'Mignonnette' met lichtroze bloemen en 'Gloire des Polyanthas' met roze bloemen, geïntroduceerd in 1881 respectievelijk in 1886.
Polyantharozen hebben een zeer groot nageslacht en vormen een van de categorieën in de classificatie die in 1971 werd opgesteld door de World Federation of Rose Societies (WFRS). De Nederlandse rozenveredelaar Gerrit de Ruiter creeërde ook een groot aantal  polyantha-hybriden waaronder zeven rozen die hij  vernoemde naar de zeven dwergen van Walt Disney ('Doc', 'Dopey', 'Happy', 'Grumpy', 'Sneezy', 'Bashful' en 'Sleepy').
Polyantharozen behoren ook tot de voorouders van de floribundarozen, die grotere bloemen hebben. Op enkele uitzonderingen na (bijvoorbeeld de roos 'The Fairy'), hebben deze de polyantharozen vervangen. Polyantharozen en floribundarozen worden vaak samengevoegd in één groep, de trosrozen.

## Toepassingen
Polyantharozen worden vaak in grotere groepen geplant om het weelderige effect nog te versterken.

## Polyantharozen (selectie)

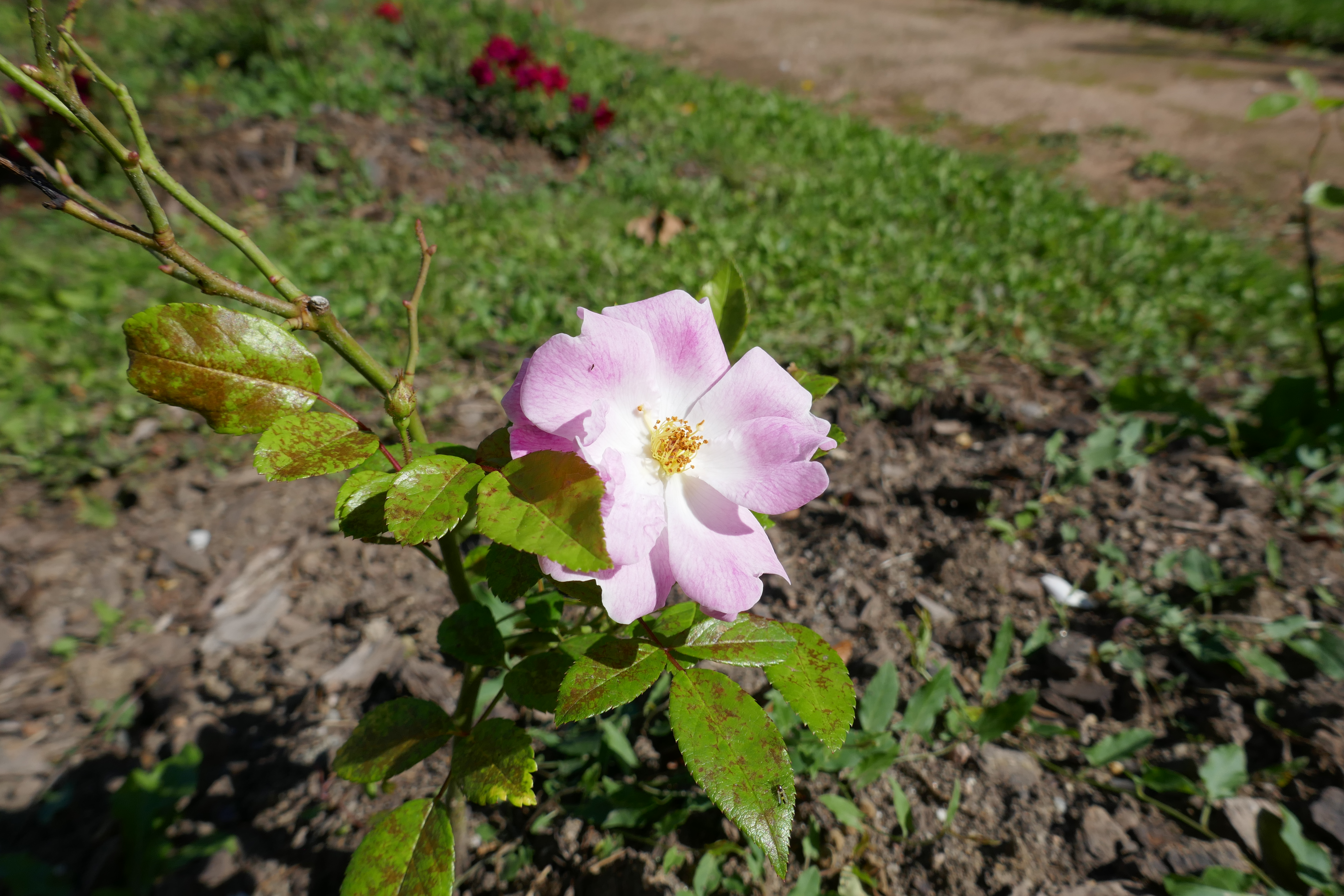
'Abondant' (Turbat, 1914)
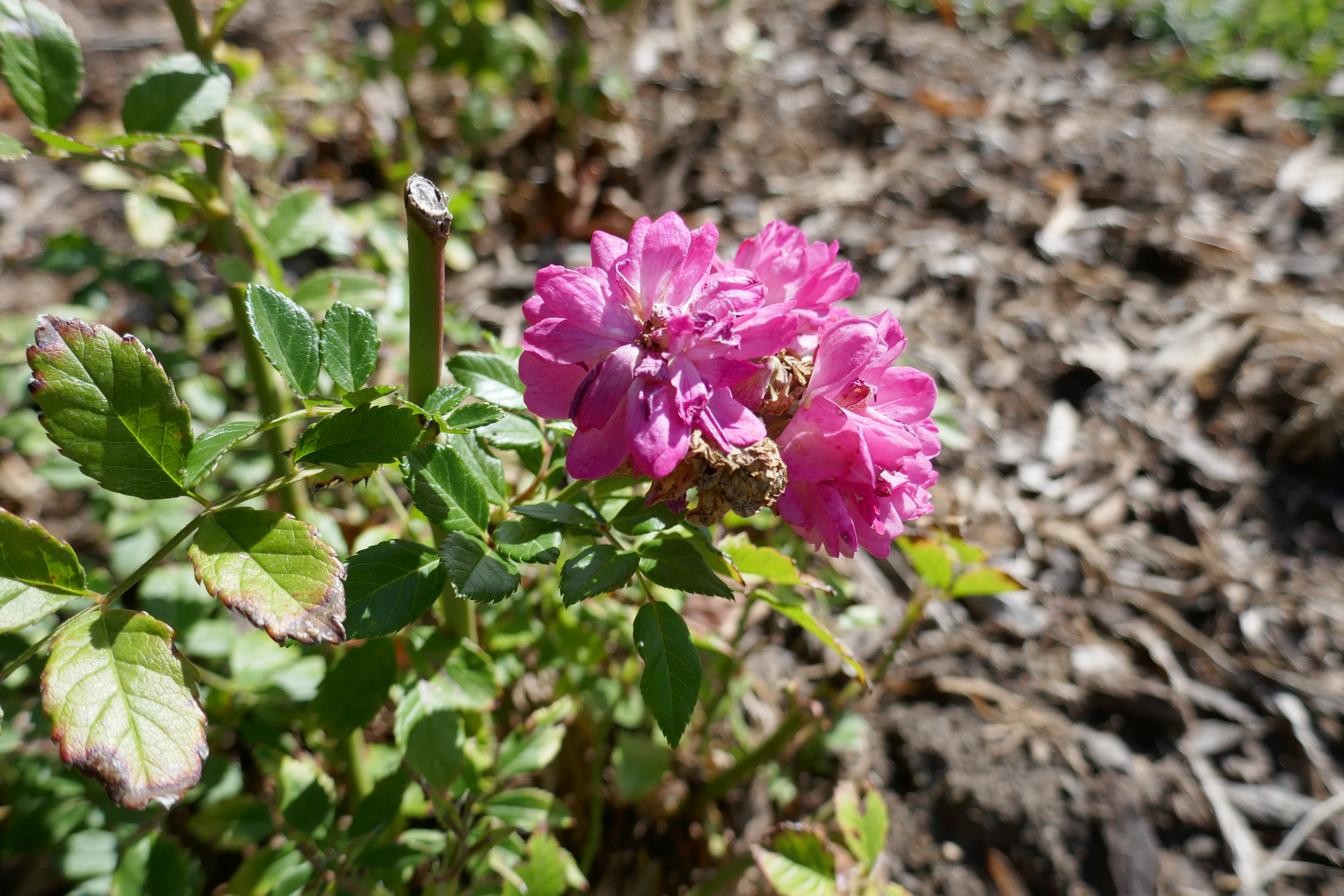
'Bordure' (Barbier, 1911)
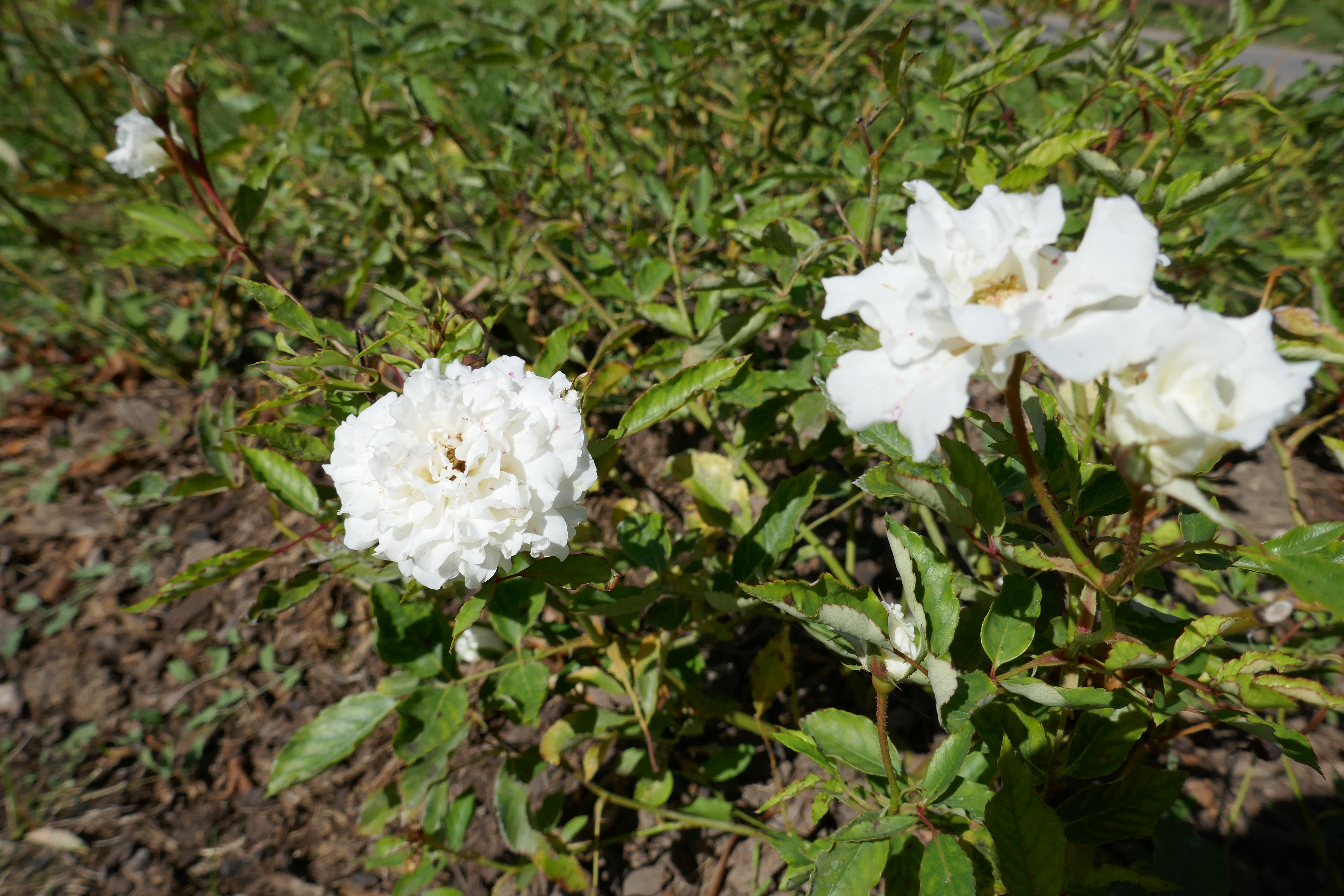
'Diamant' (Robichon, 1908)
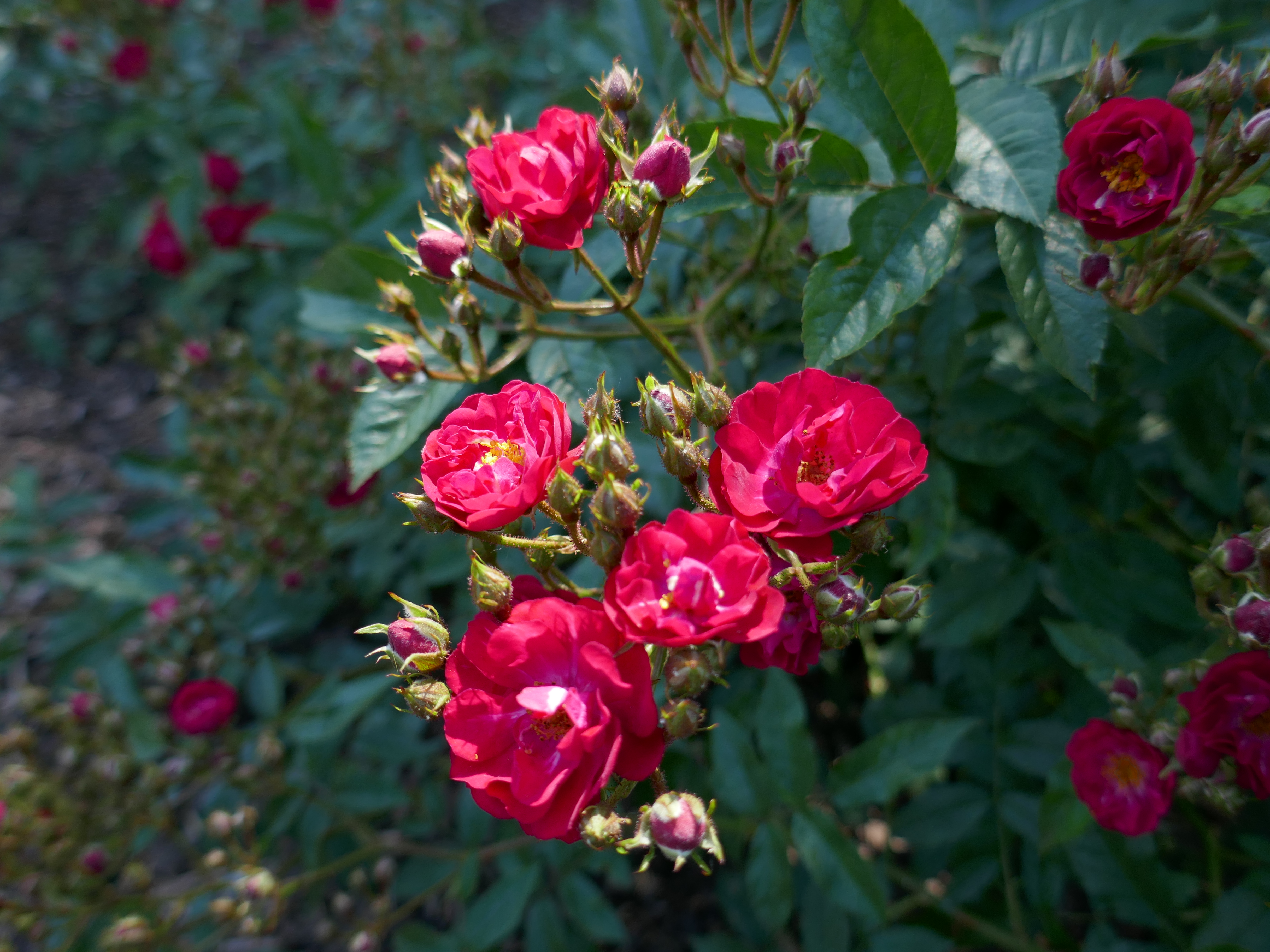
'Dopey' (de Ruiter, 1954)
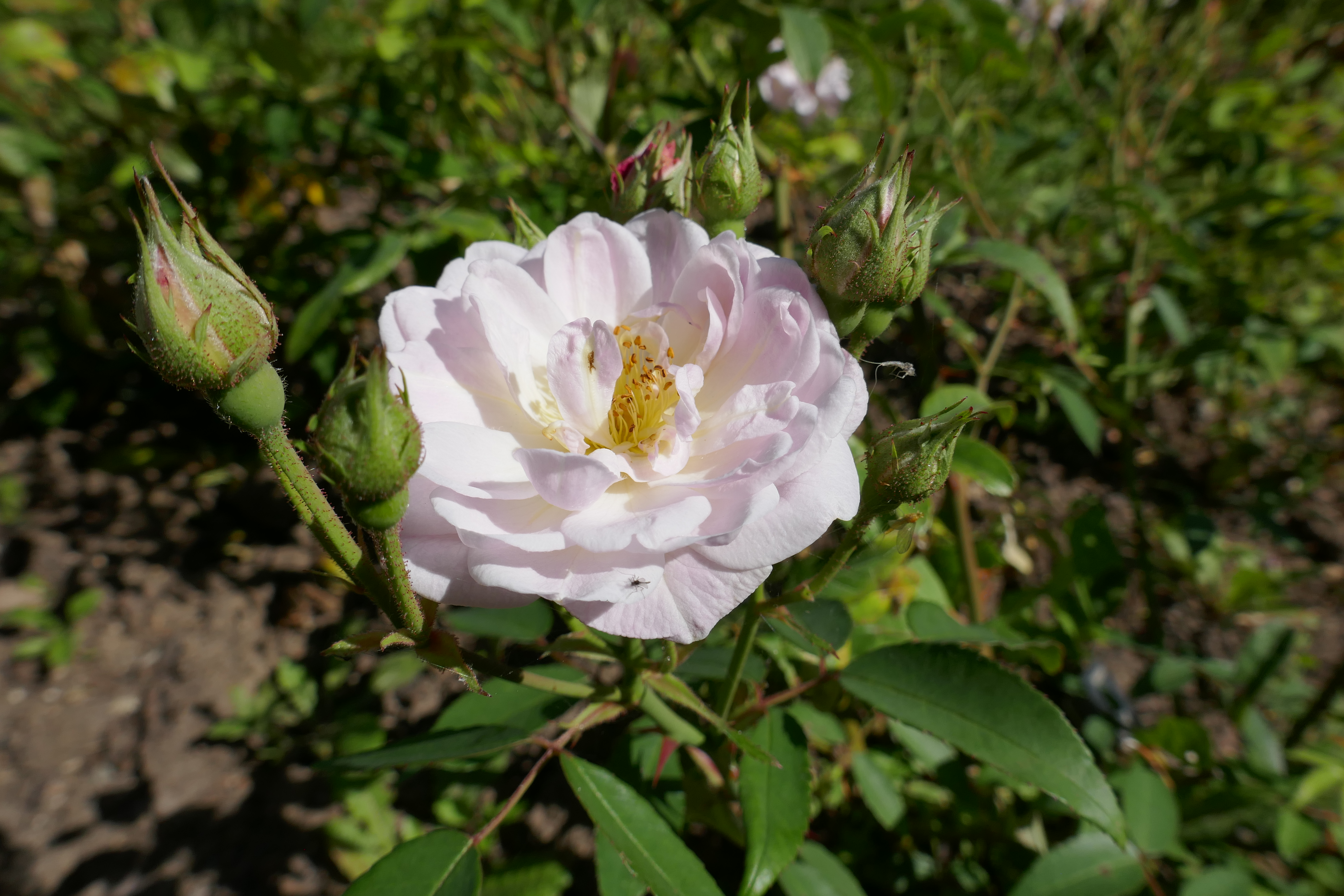
'Dr. Ricaud' (Corboeuf, 1906)
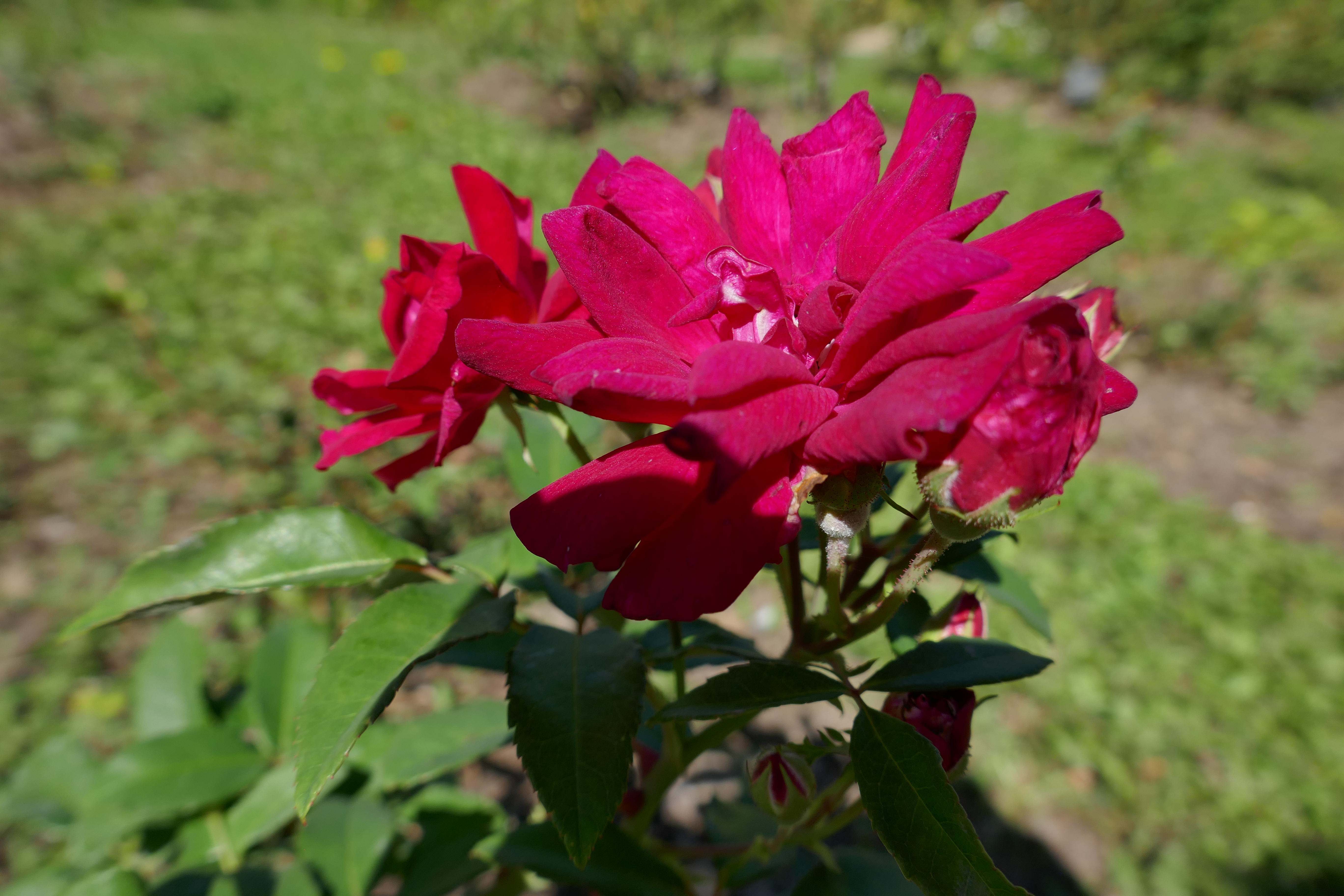
'Eblouissant' (Turbat, 1918)
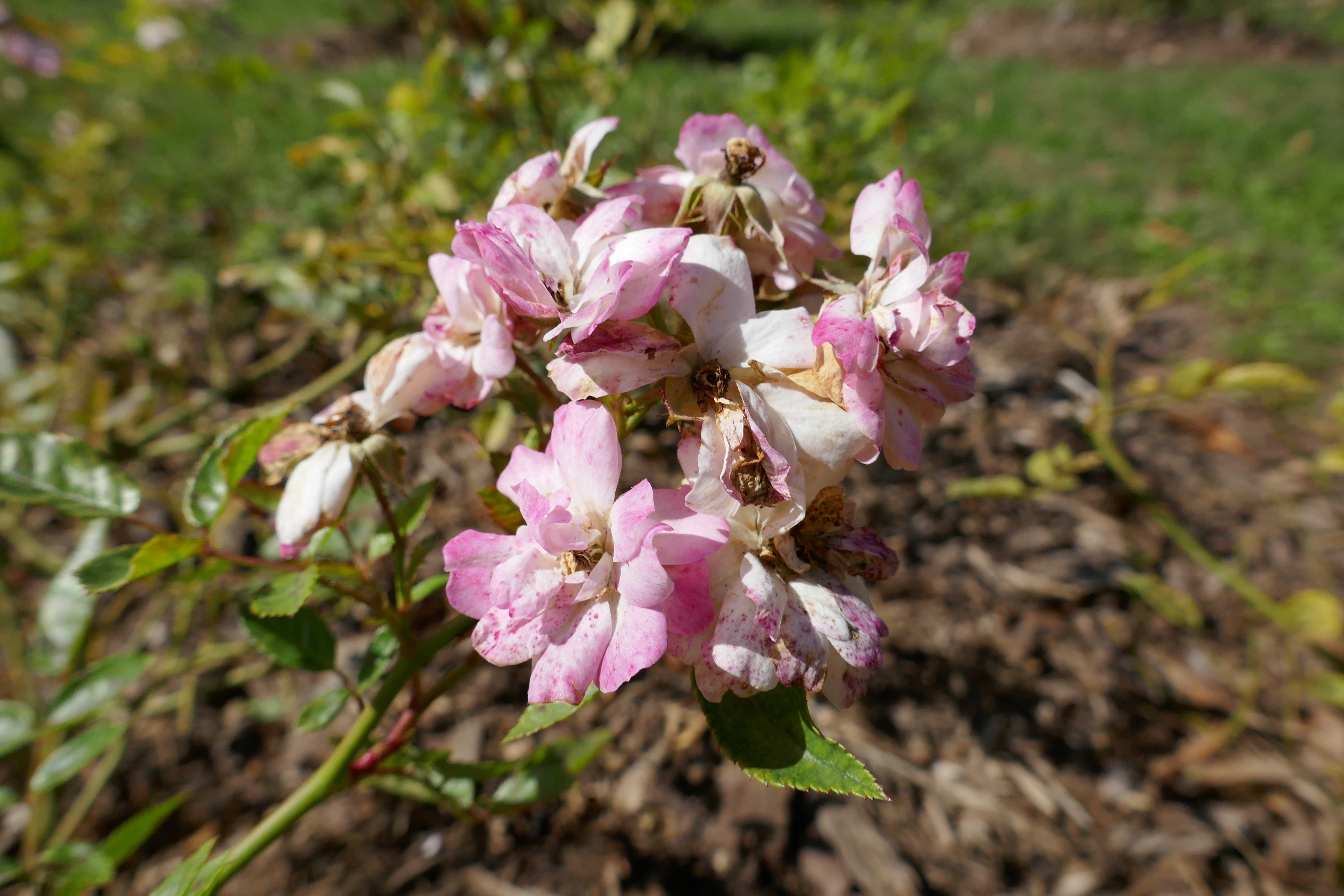
'Eileen Low' (Levavasseur, 1910)
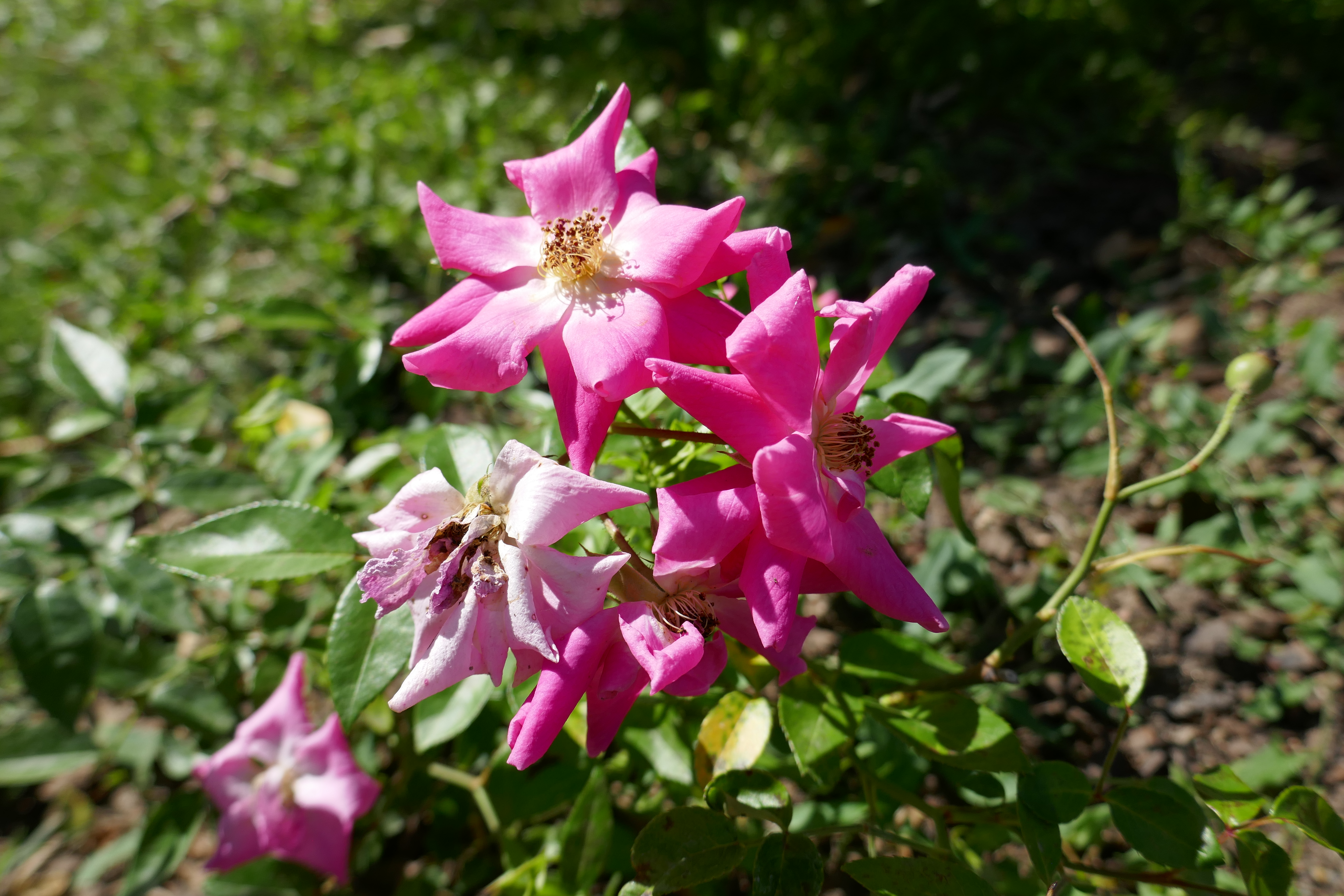
'Étoile Luisante' (Turbat, 1918)
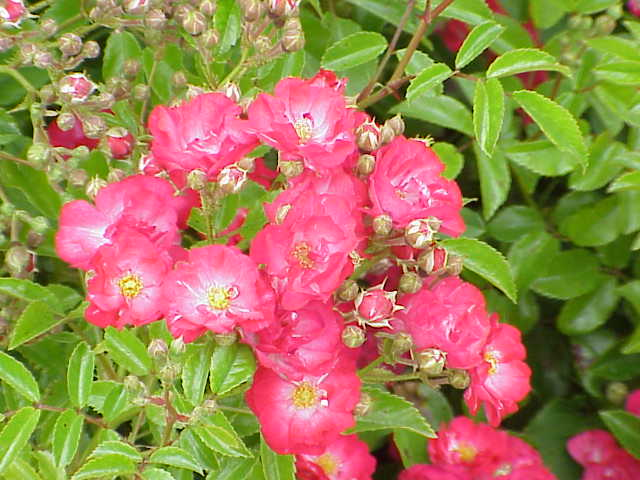
'Fairy Prince' (Harkness, 1981)
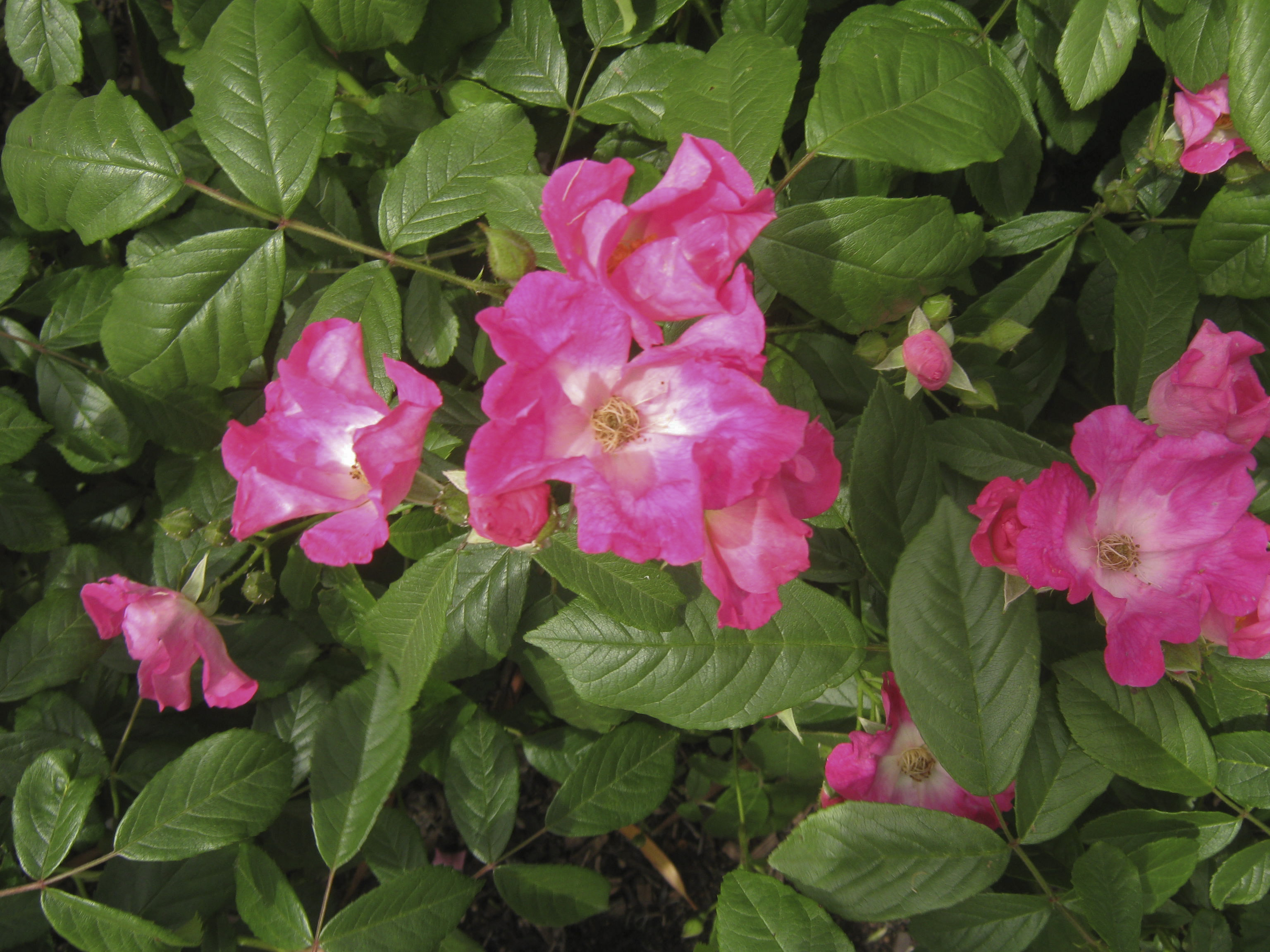
'Gay Vista' (Riethmuller, 1955)
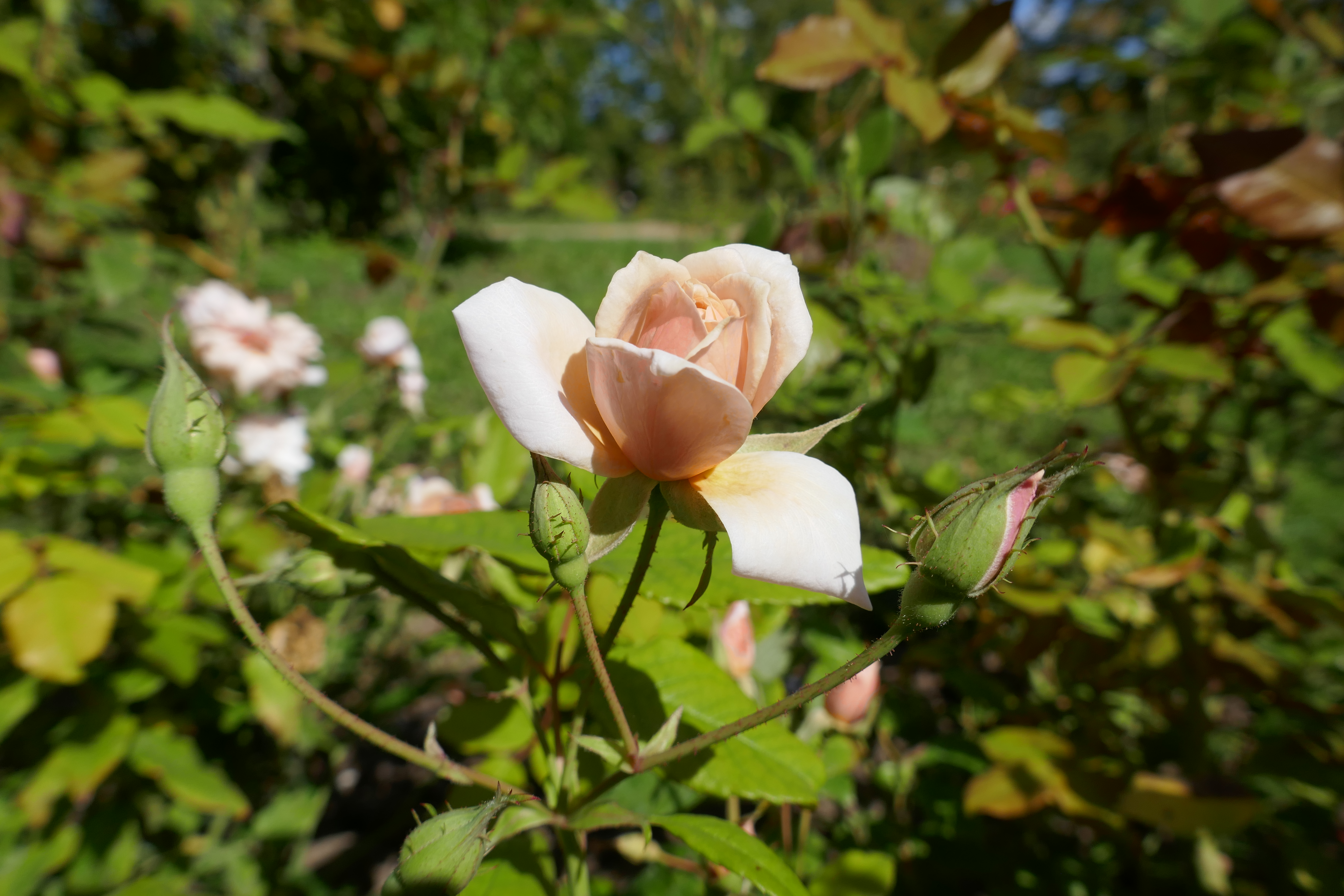
'George Elger' (Turbat, 1912)
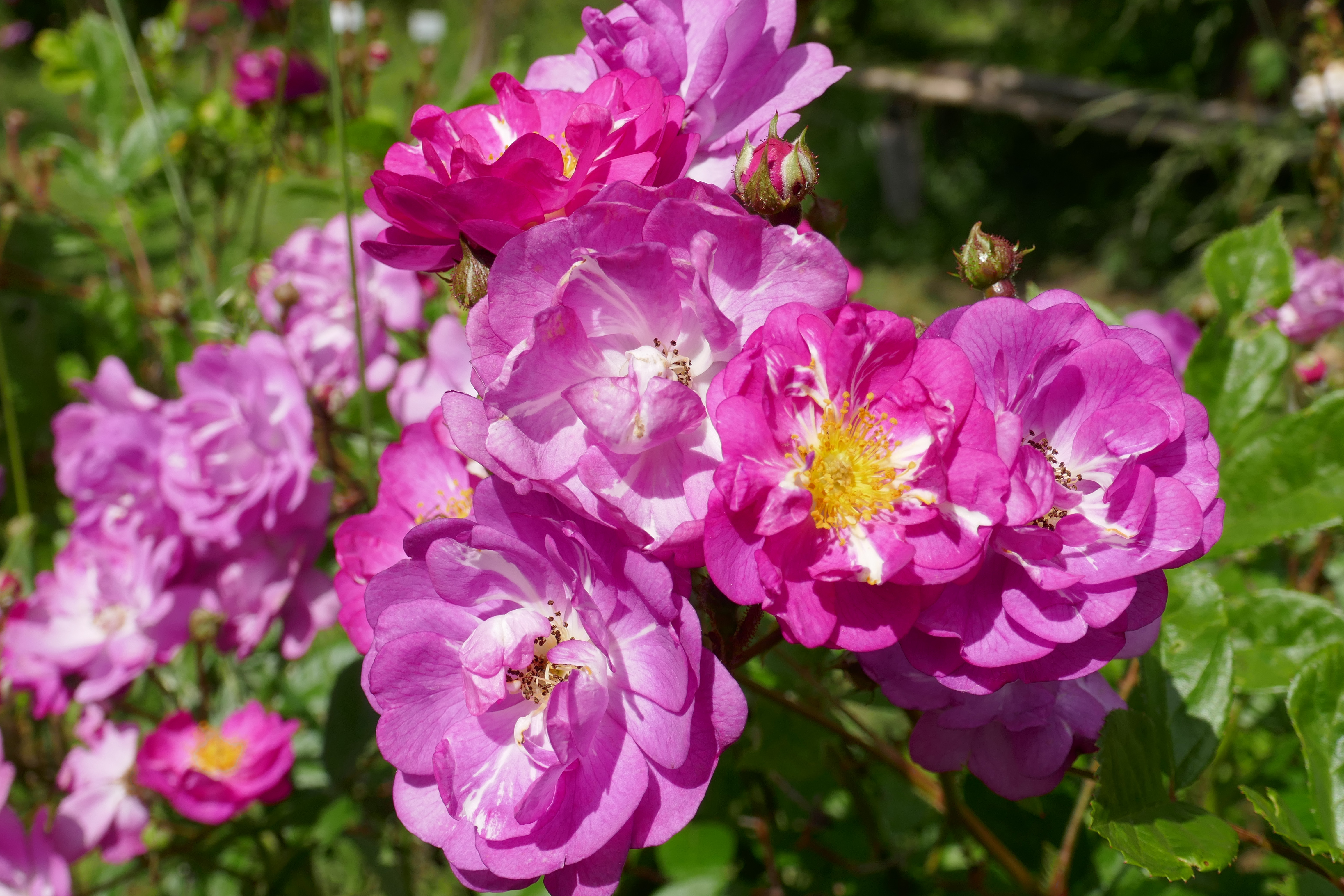
'Heinrich Karsch' (Leenders, 1927)
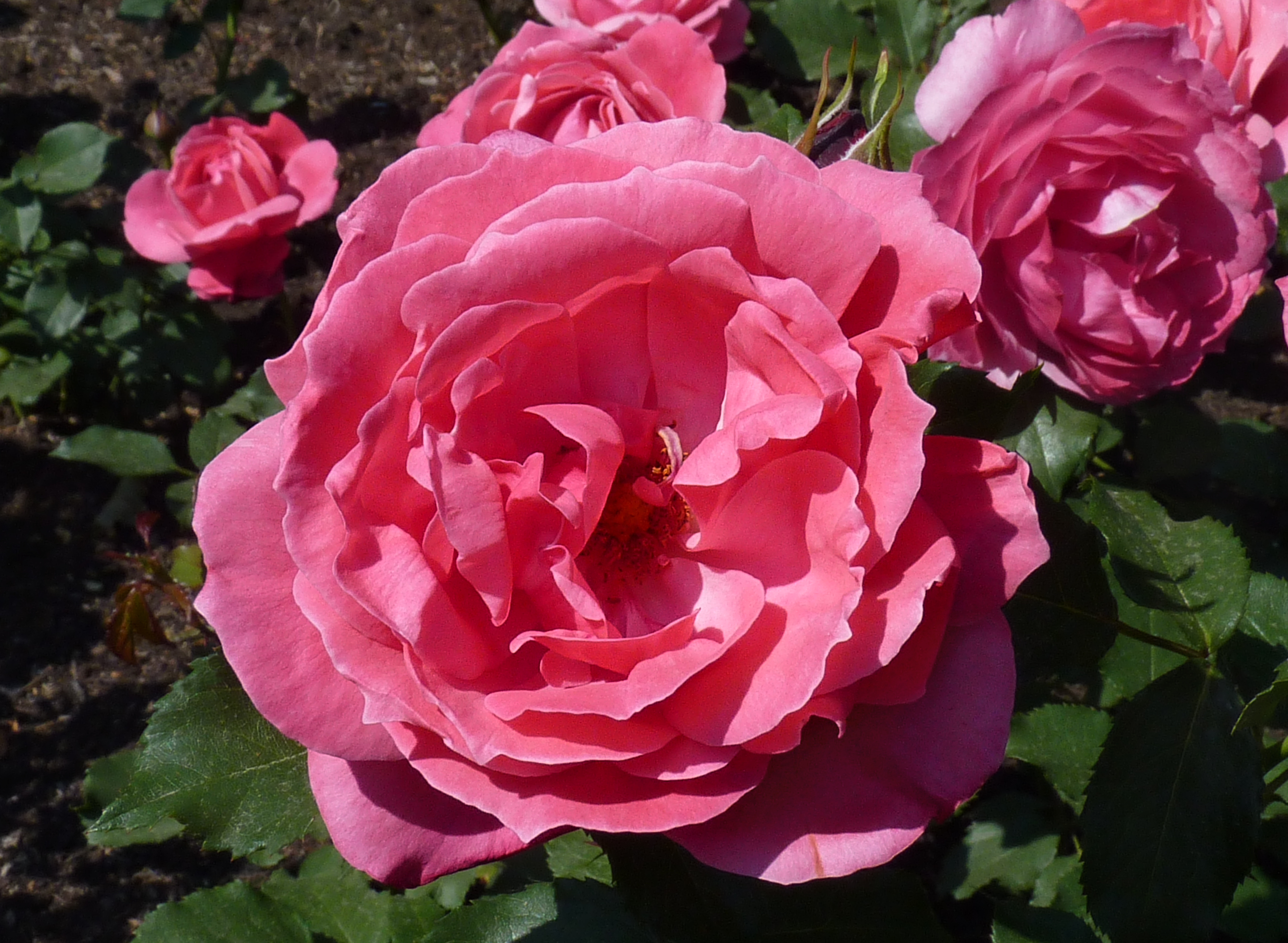
'Hortiflora' (Delforge, 1974)
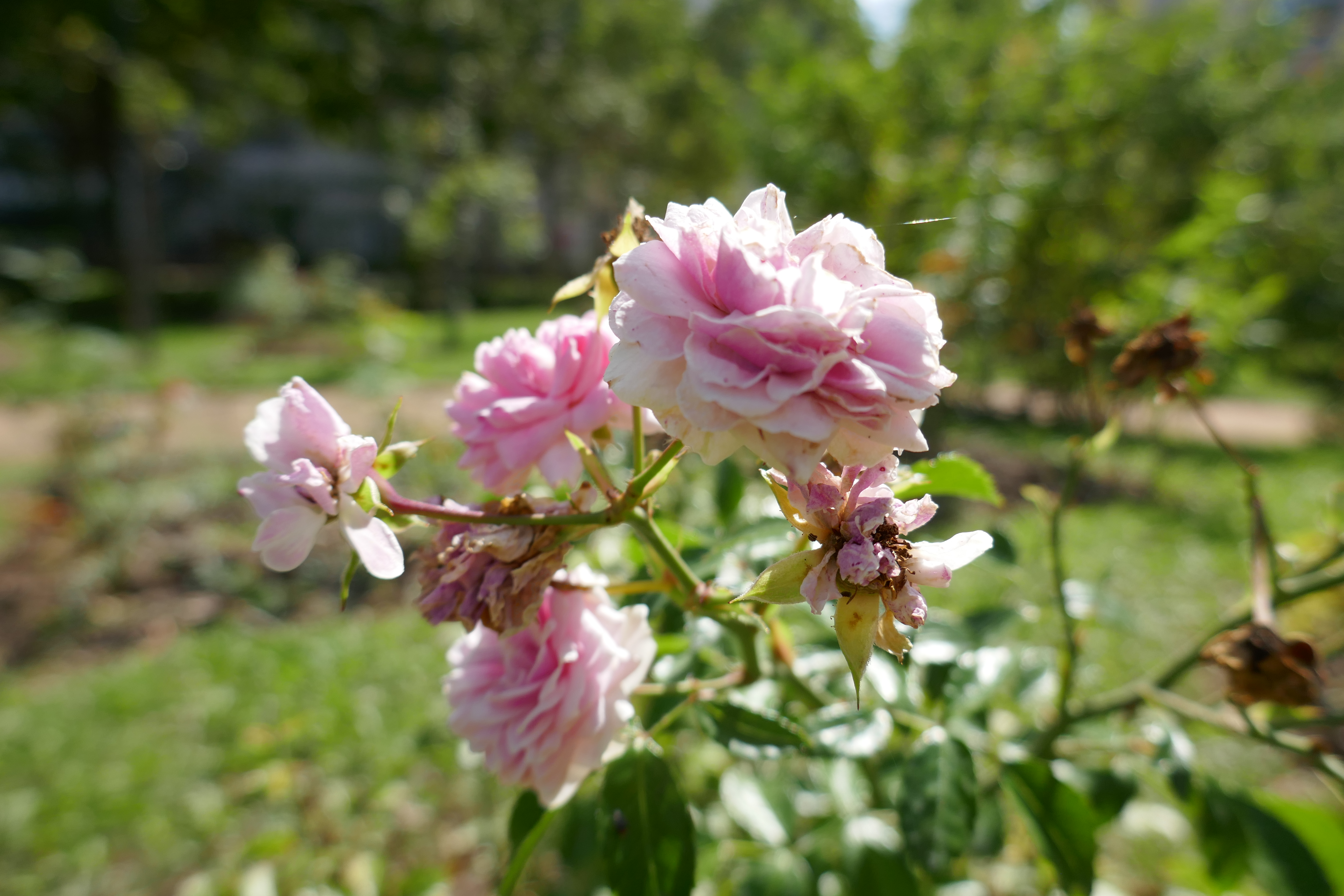
'Jean Mermoz' (Chenault, voor 1937)
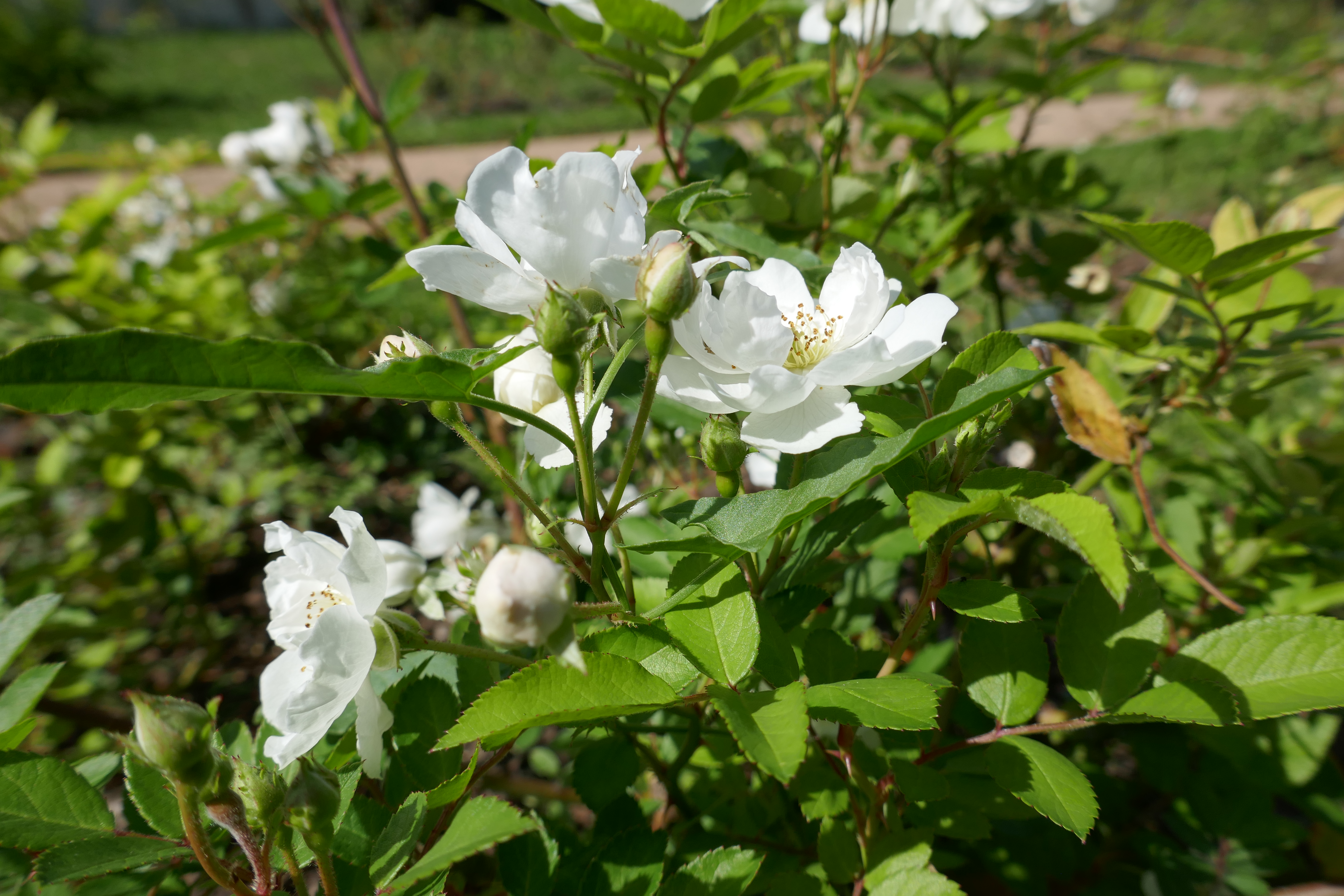
'Jeanne d'Arc' (Levavasseur, 1909)
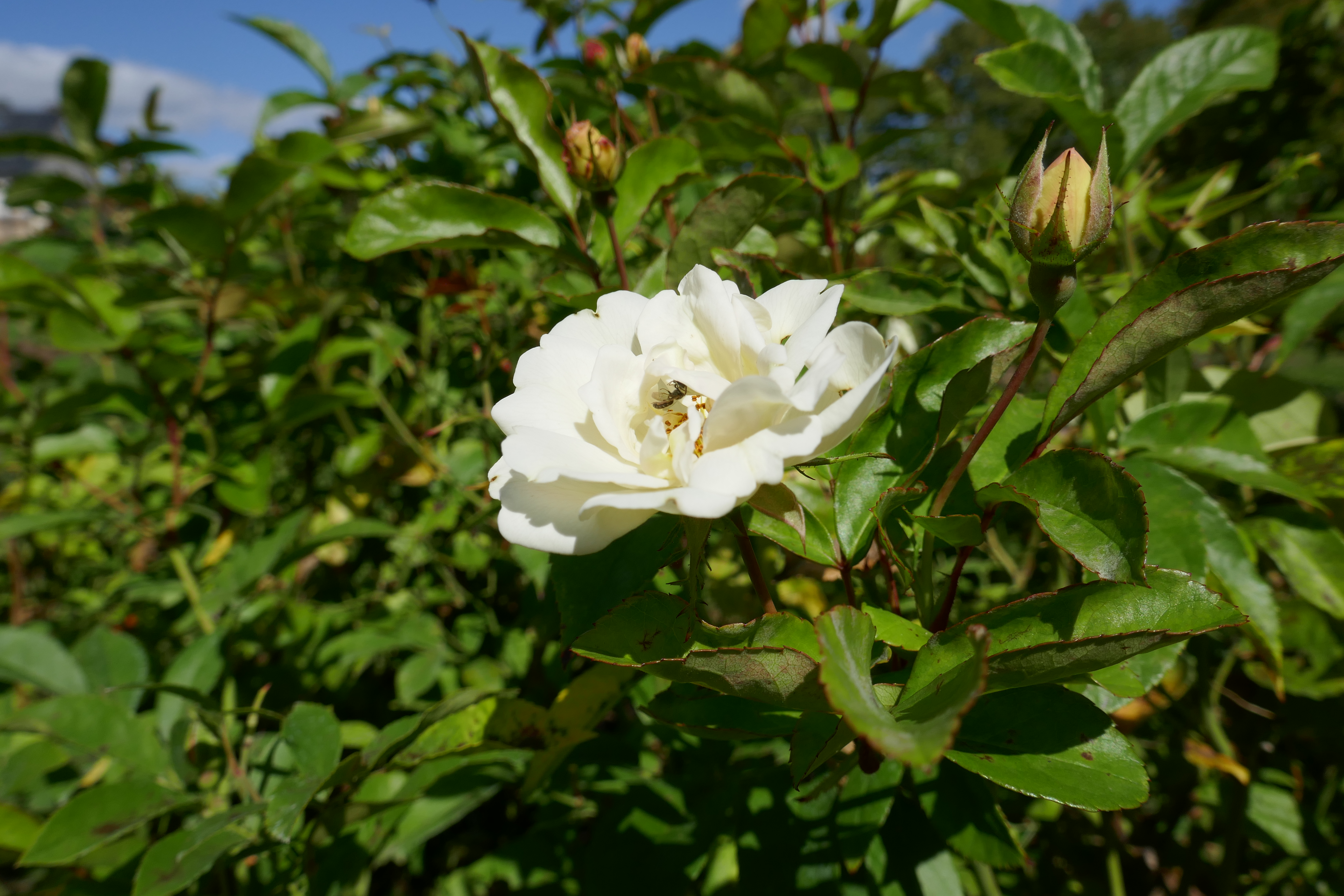
'La Rosée' (Turbat, 1920)
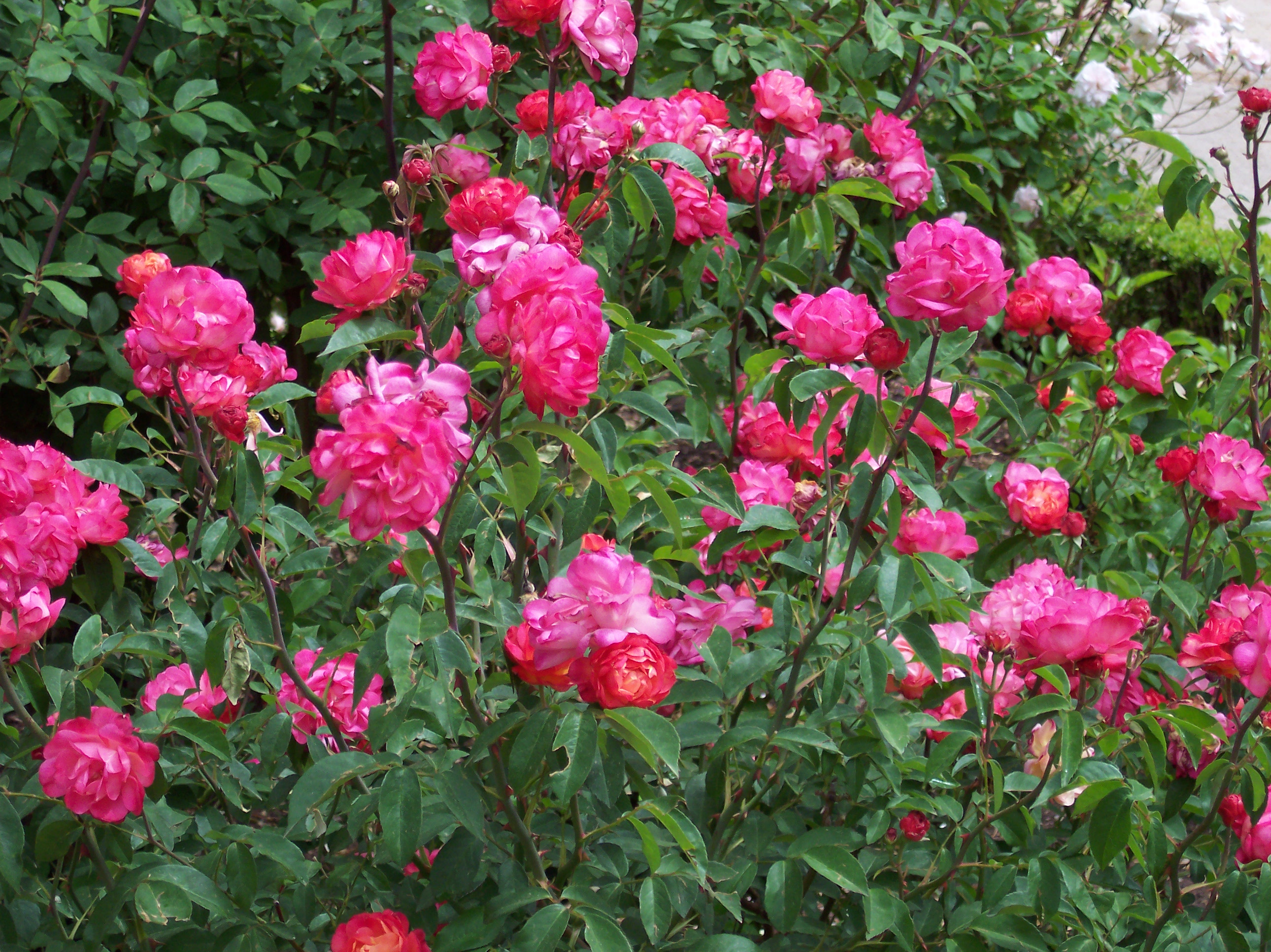
'Leonie Lamesch' (Lambert, 1899)
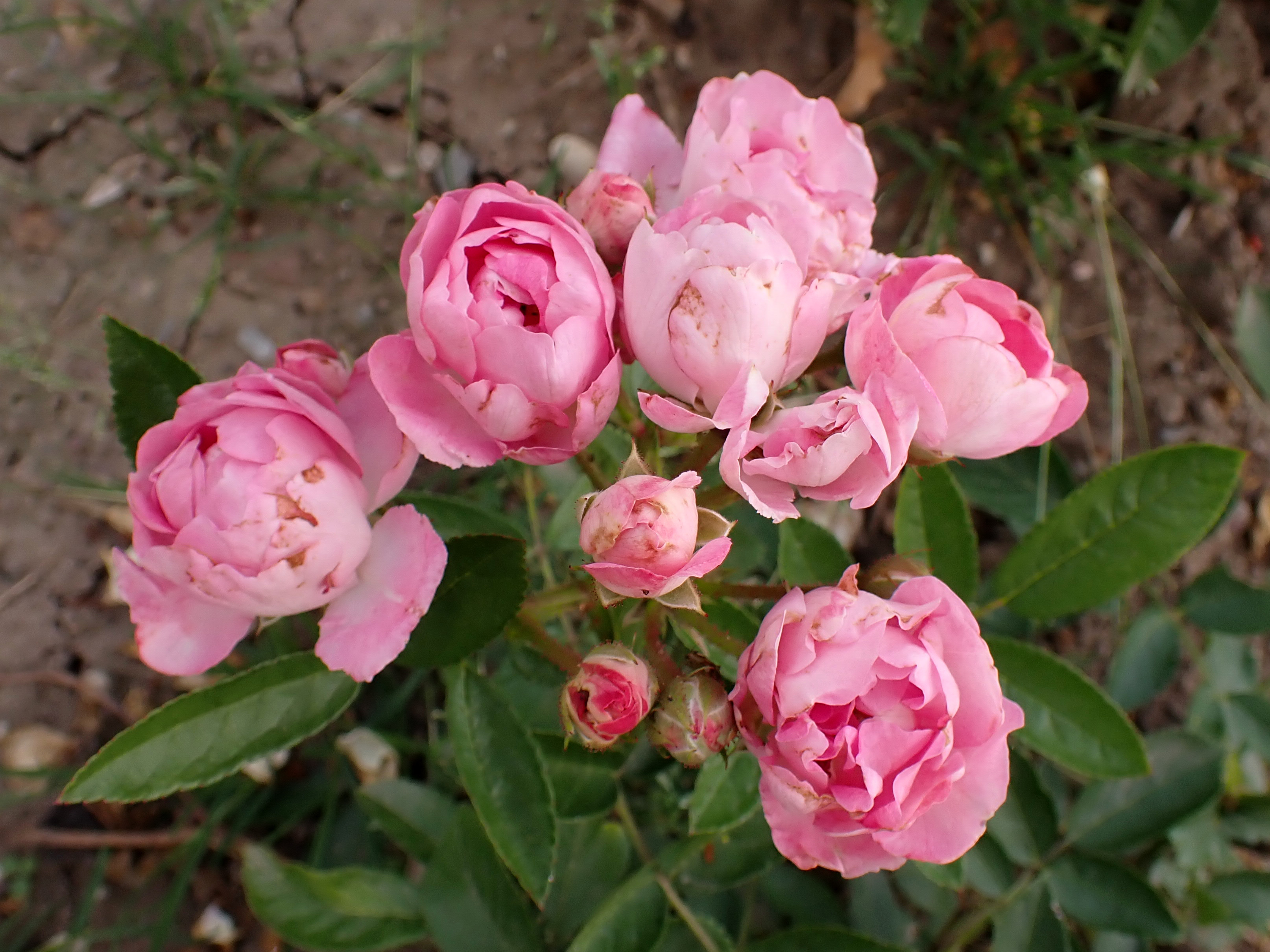
'Louise Walter' (Walter, 1909)
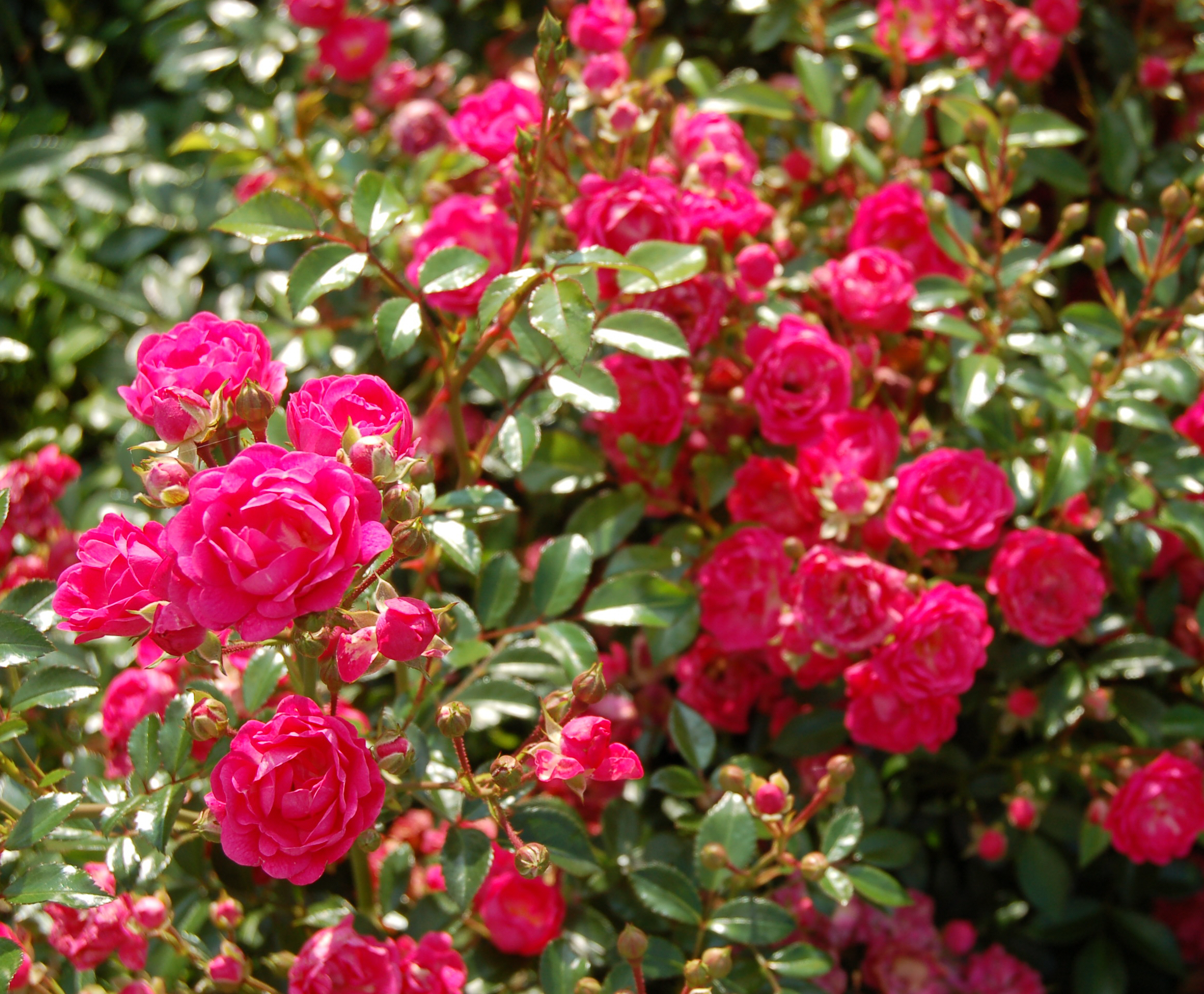
'Lovely Fairy' (Vurens-Spek, 1990)
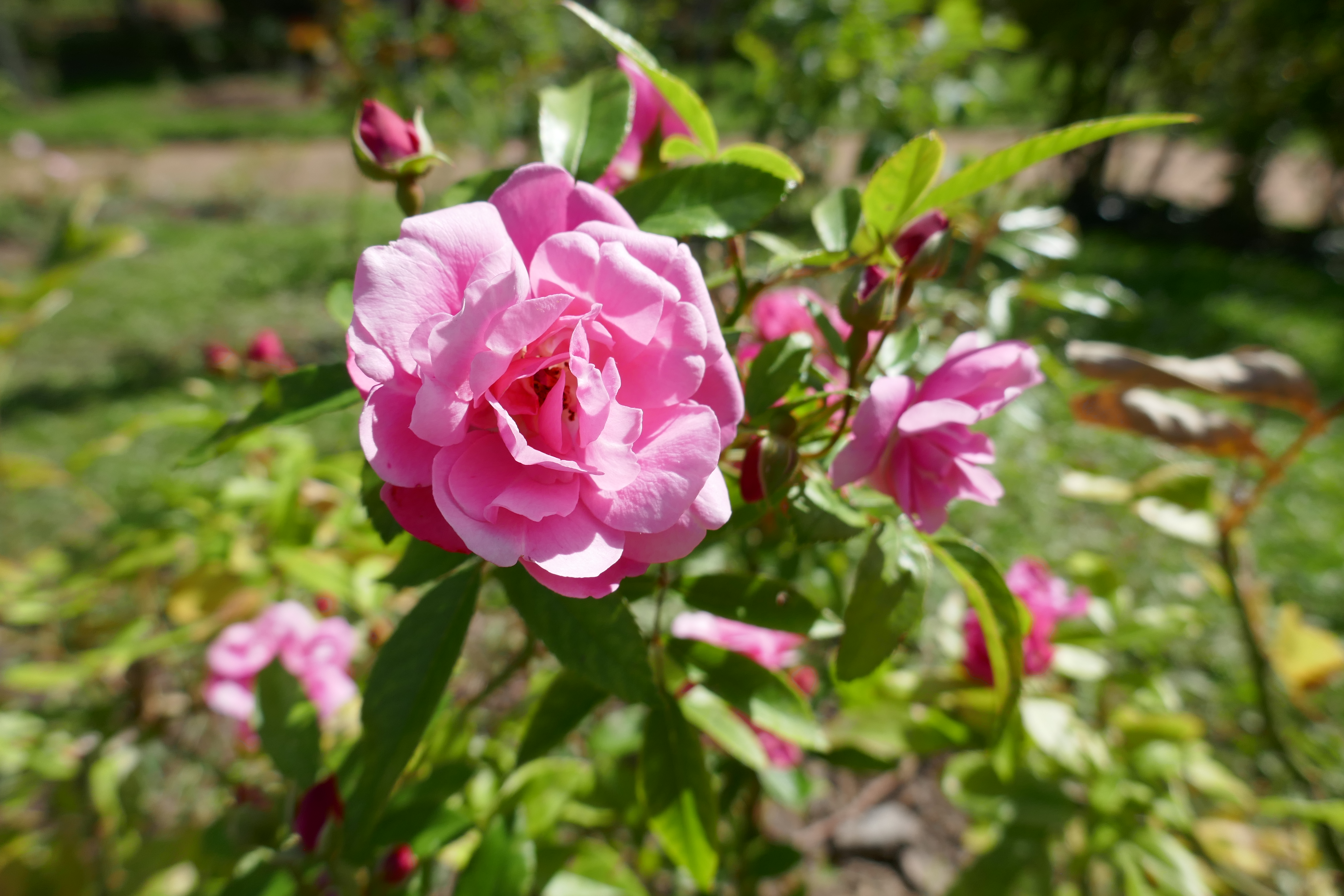
'Madame Jules Gouchault' (Turbat, voor 1912)
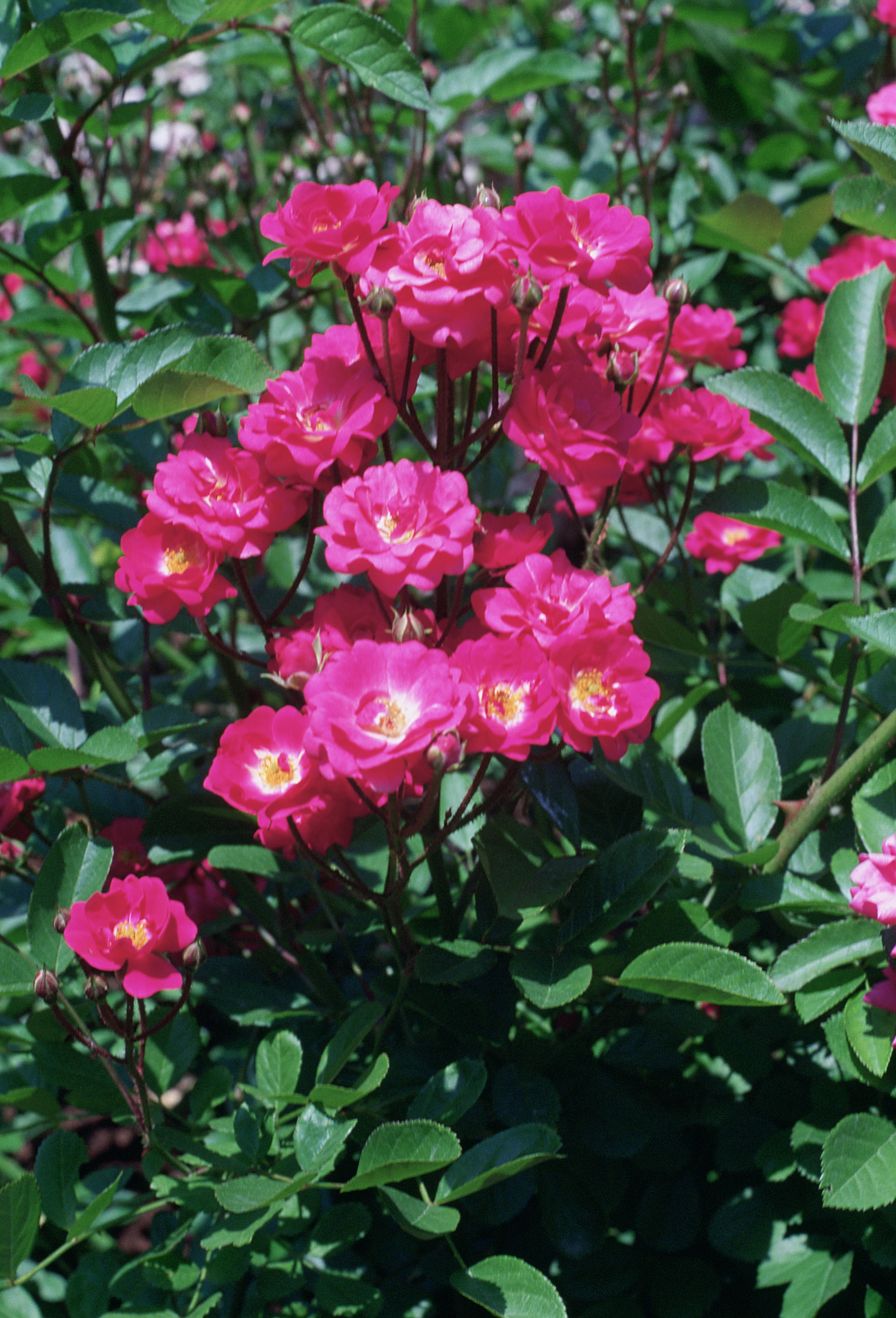
'Madame Norbert Levavasseur' (Levavasseur, 1903)
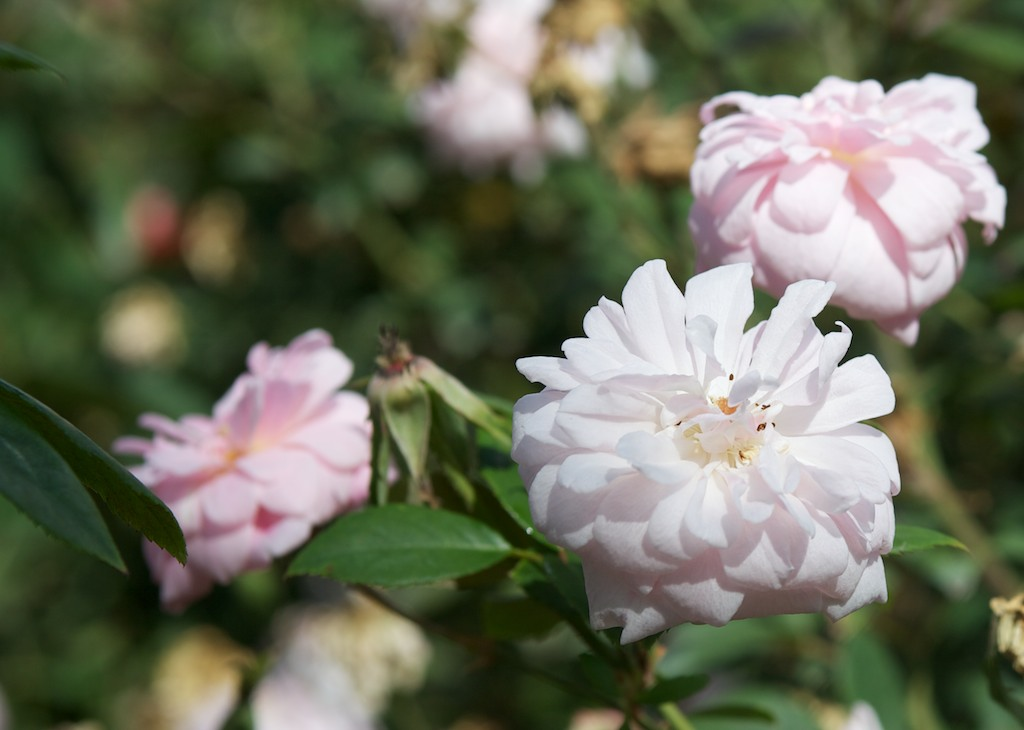
'Mademoiselle Cécile Brünner' (Ducher, voor 1880)
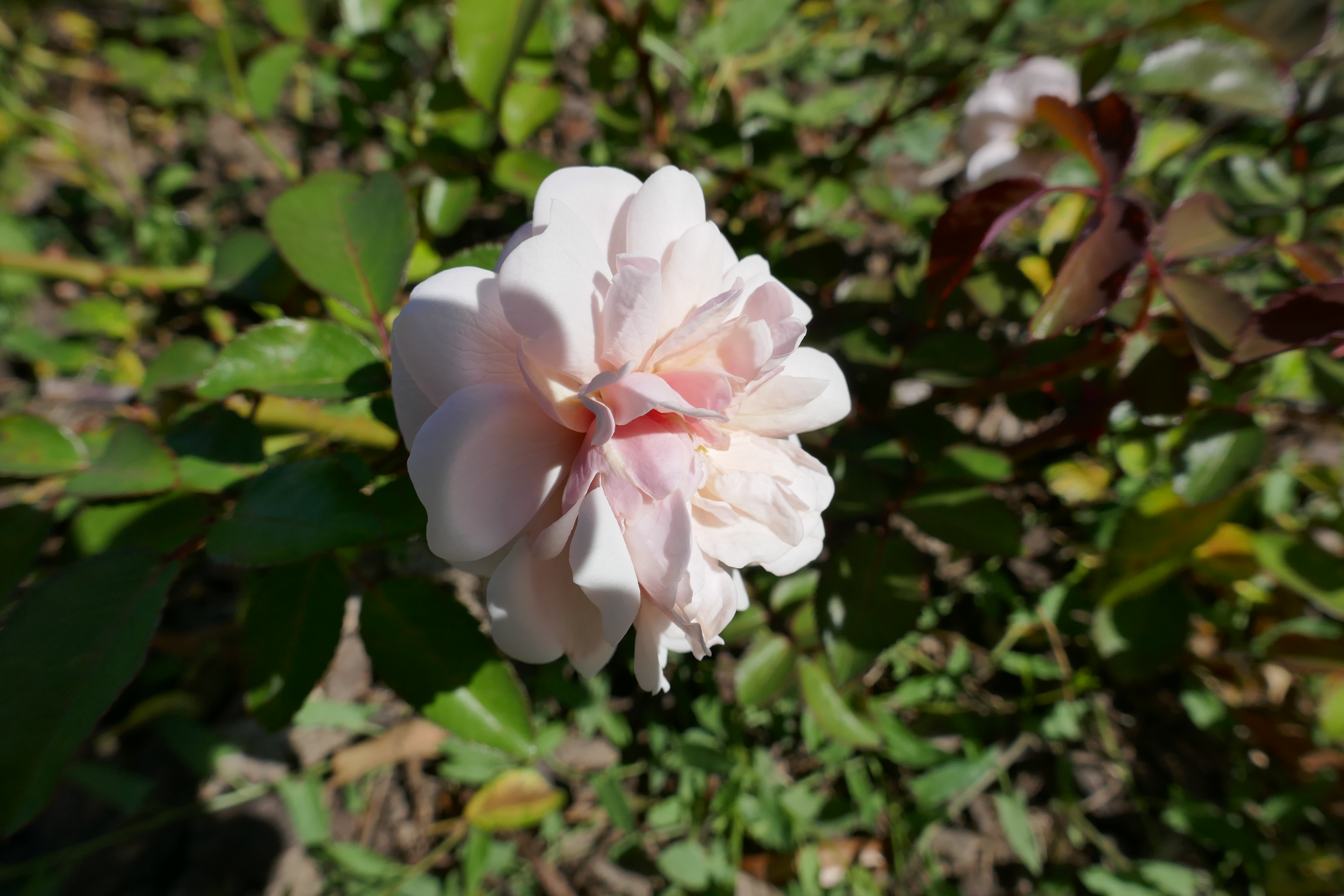
'Mademoiselle Marcelle Gauguin' (Corboeuf, 1910)
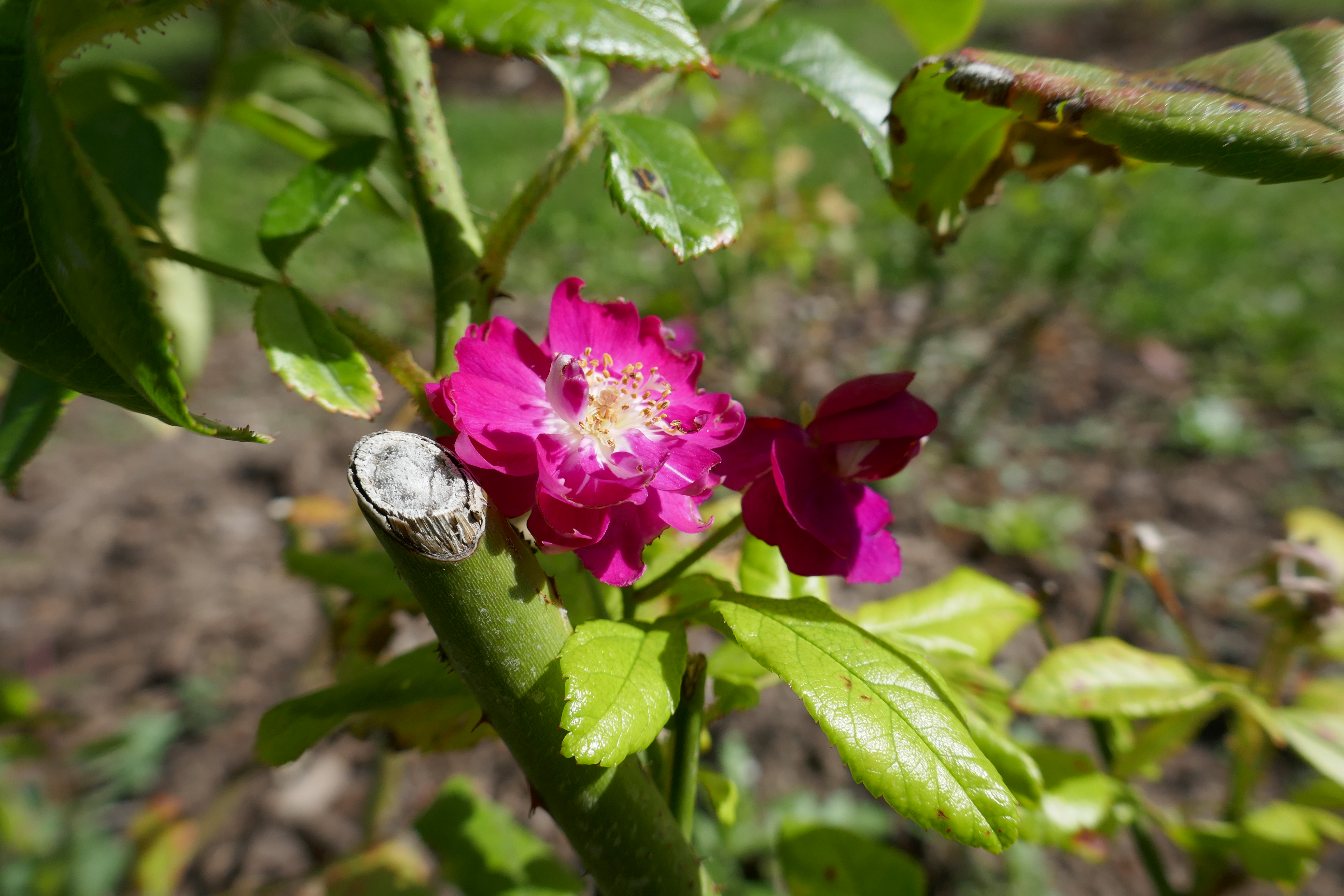
'Magenta' (Barbier, 1916)
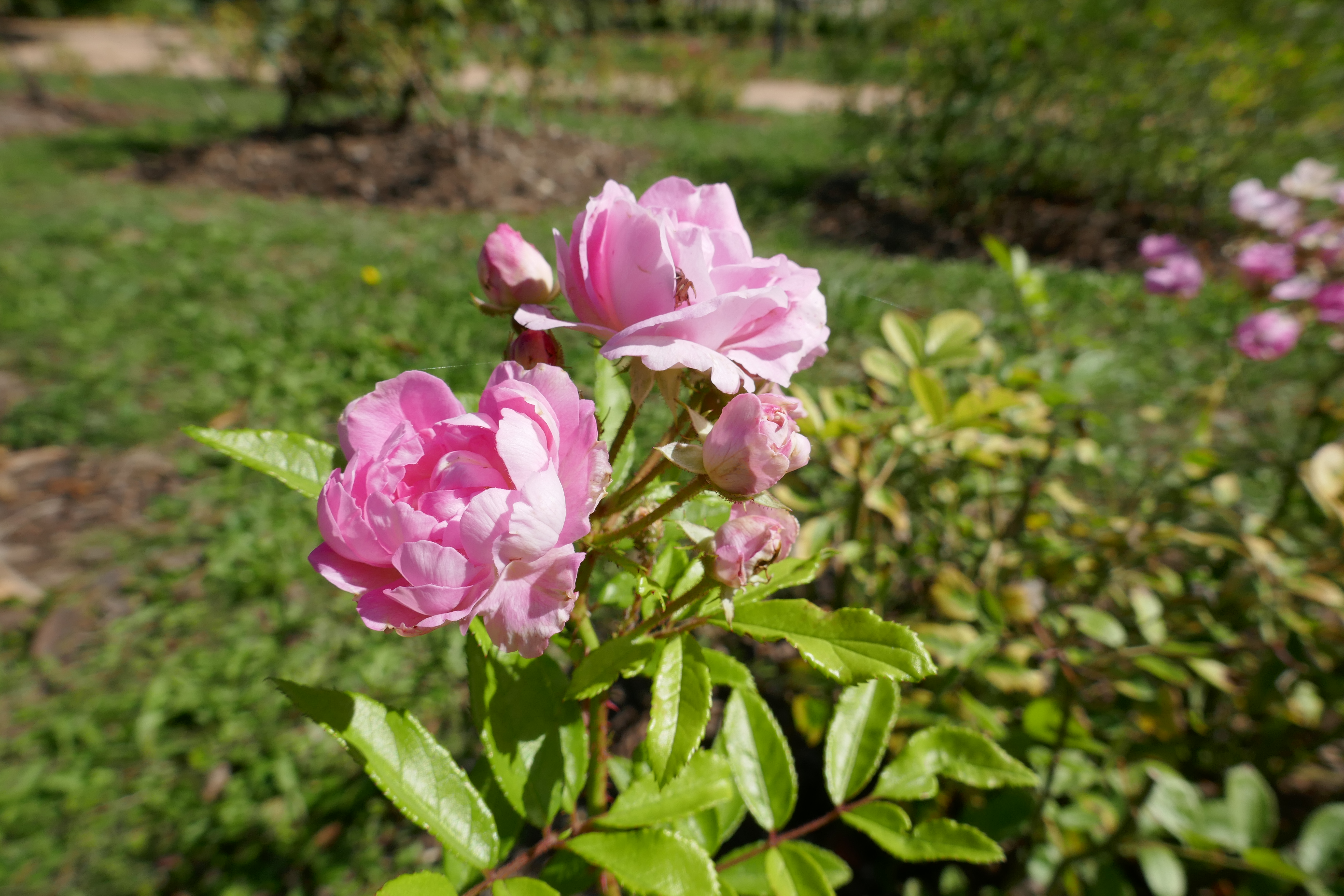
'Maman Turbat' (Turbat, 1911)
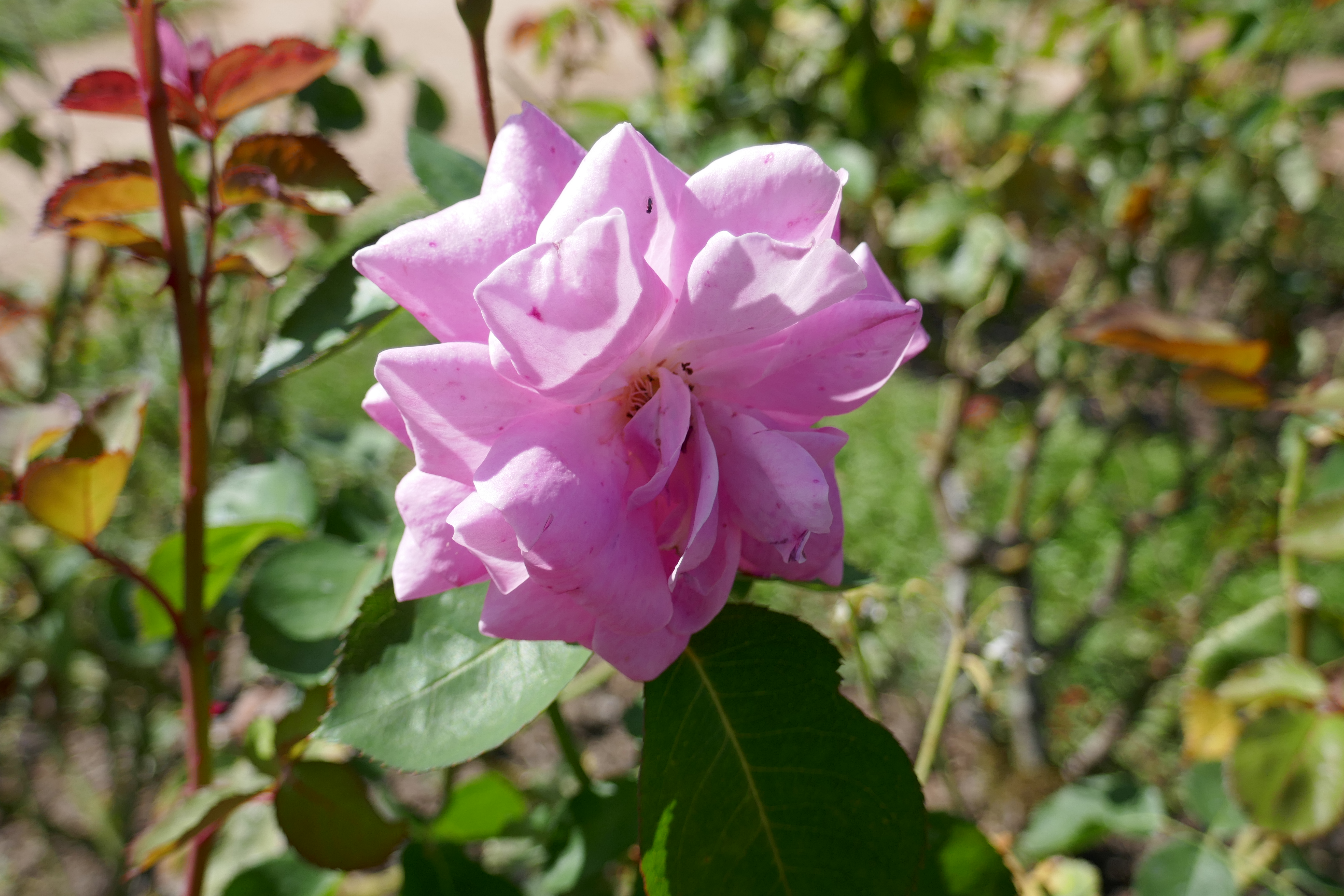
'Marguerite Rose' (Robichon, 1904)
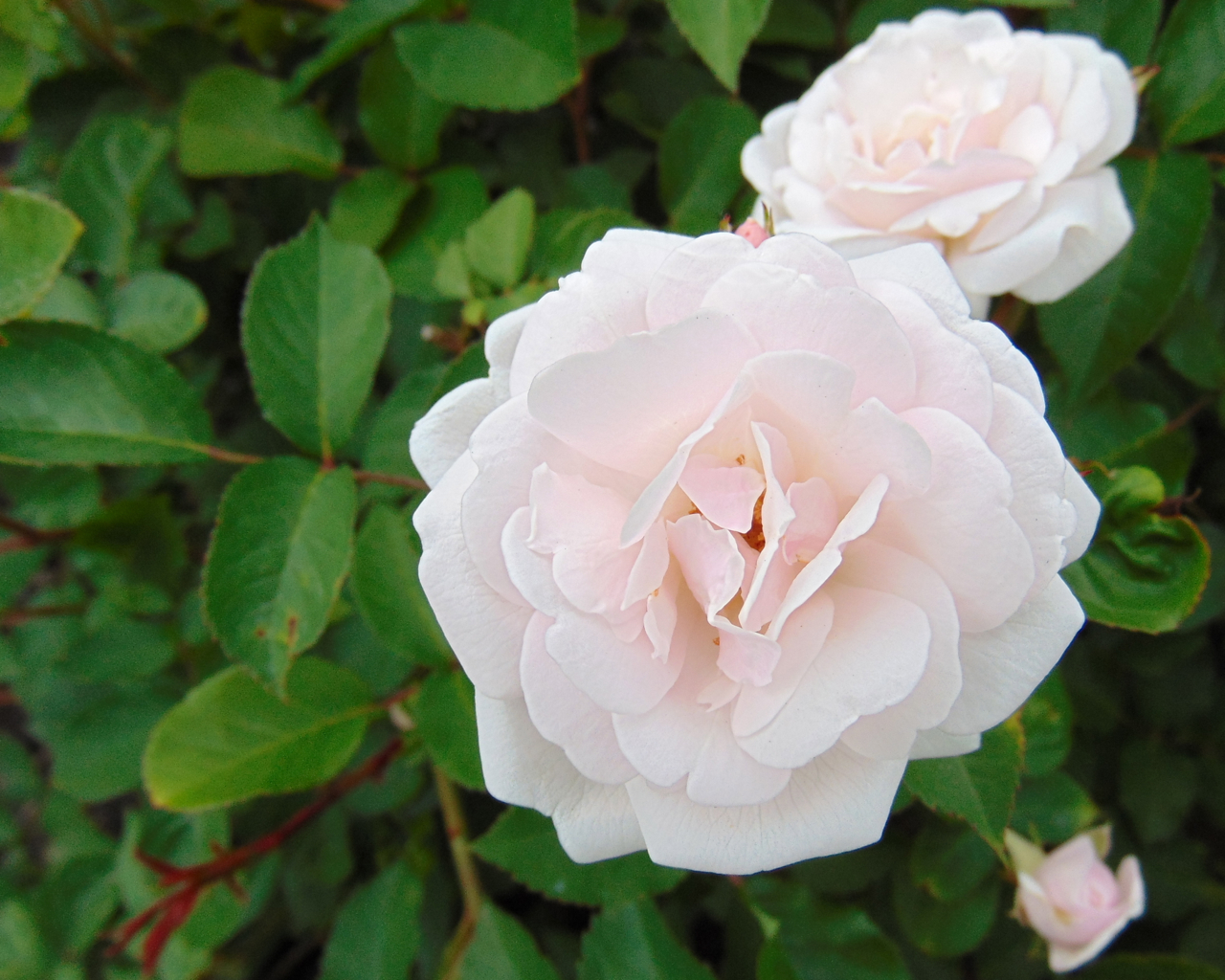
'Marie Pavié' (Alégatière, 1888)
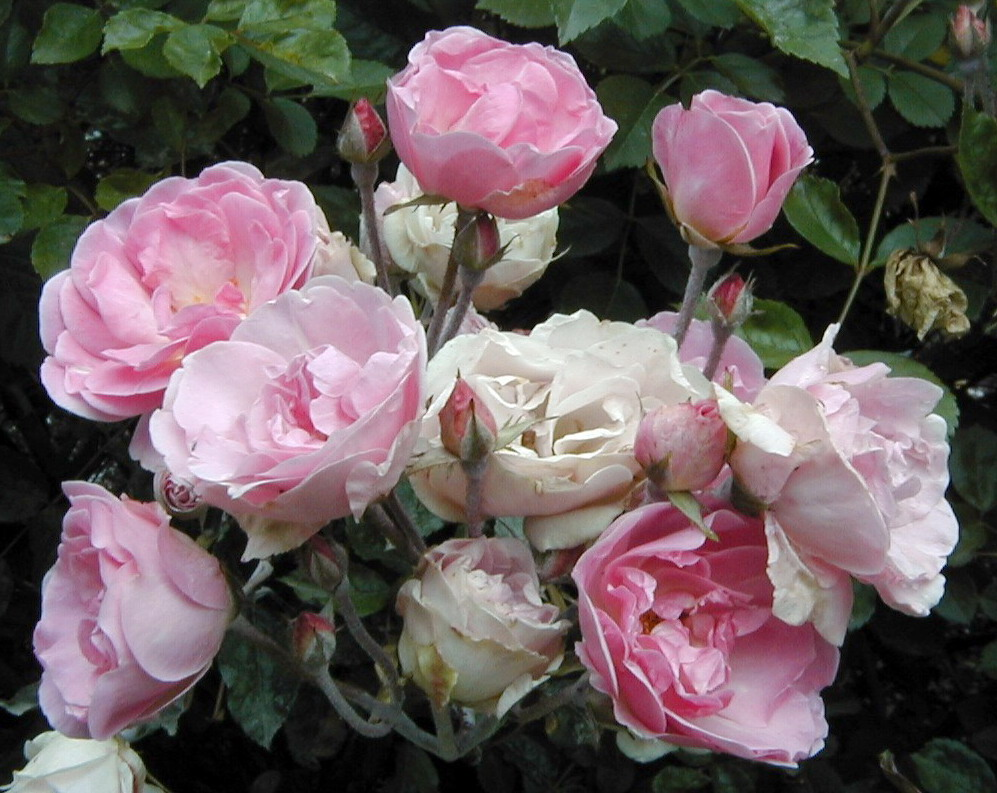
'Mevrouw Nathalie Nypels' (Leenders, 1919)
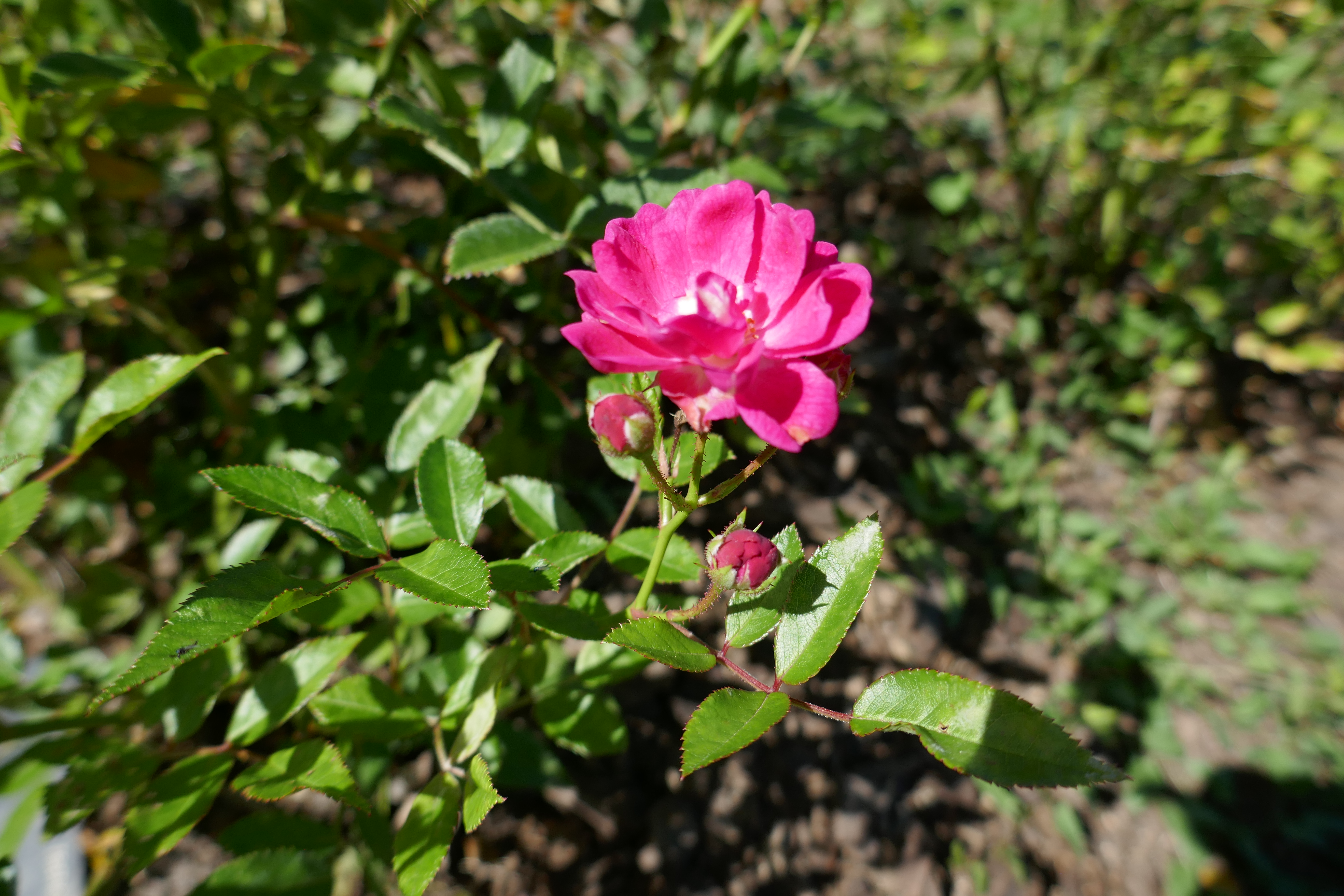
'Mimi Pinson' (Barbier, 1919)
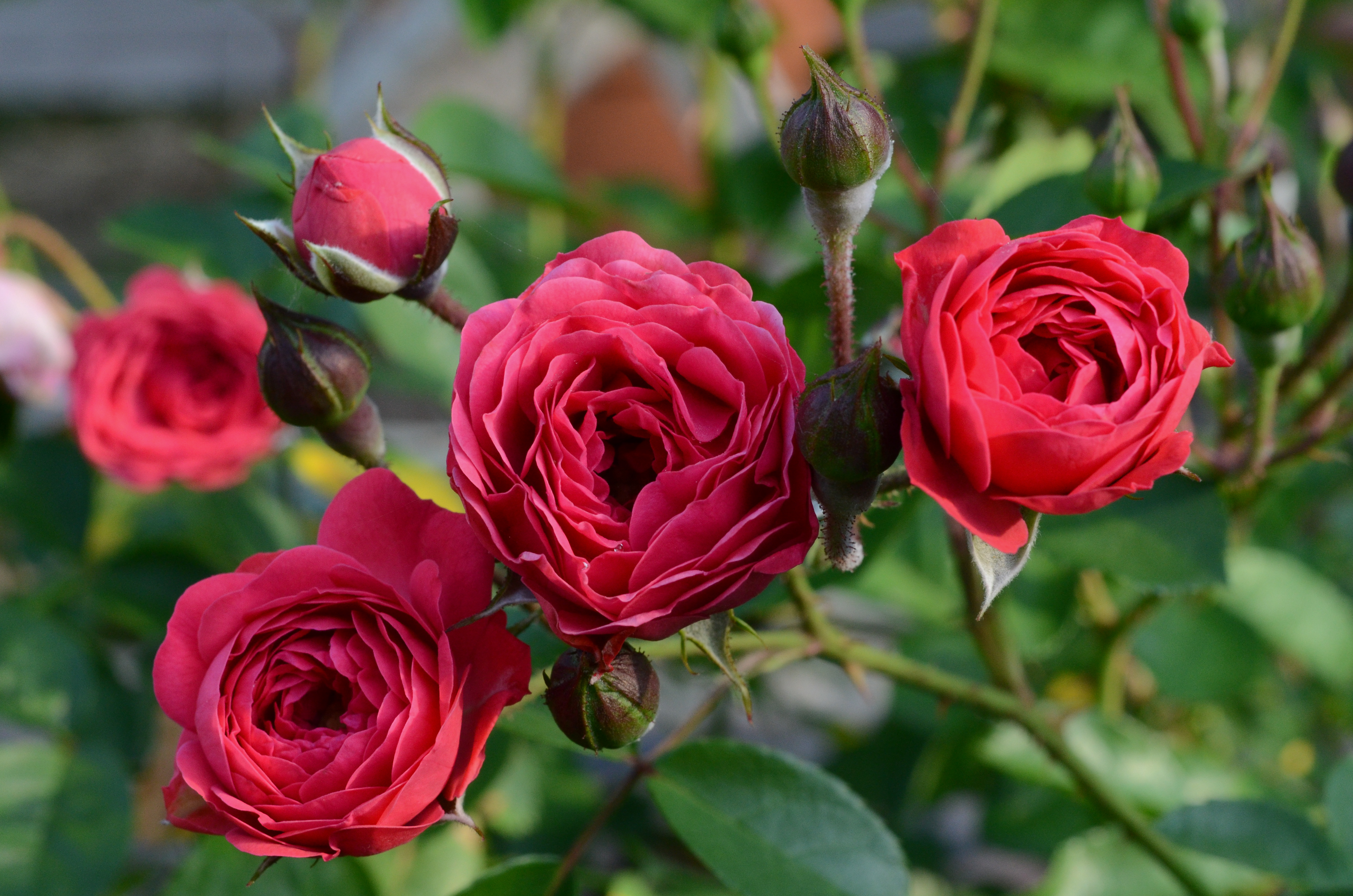
'Orange Triumph' (Kordes, voor 1936)
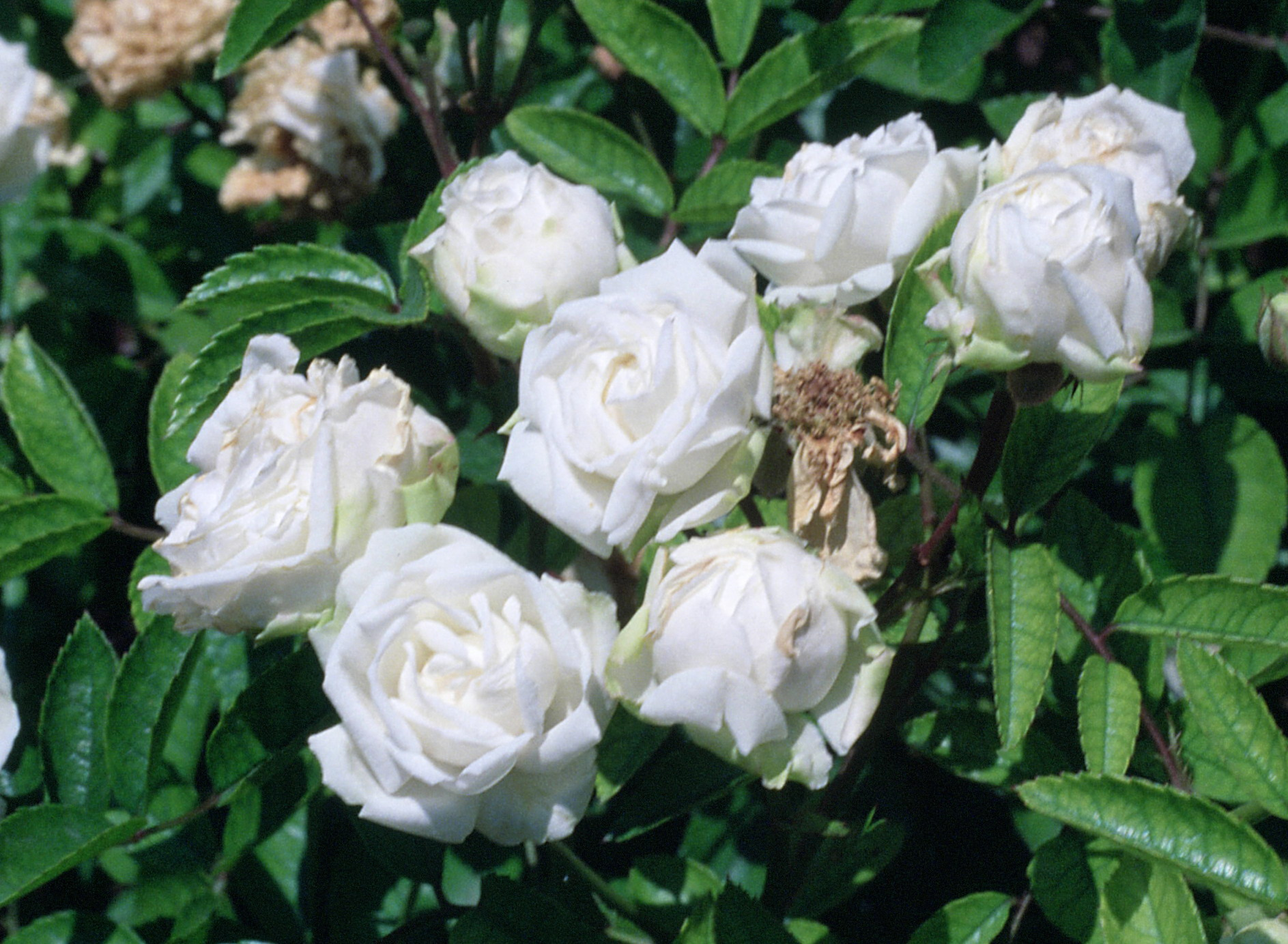
'Pâquerette' (Guillot, 1872)
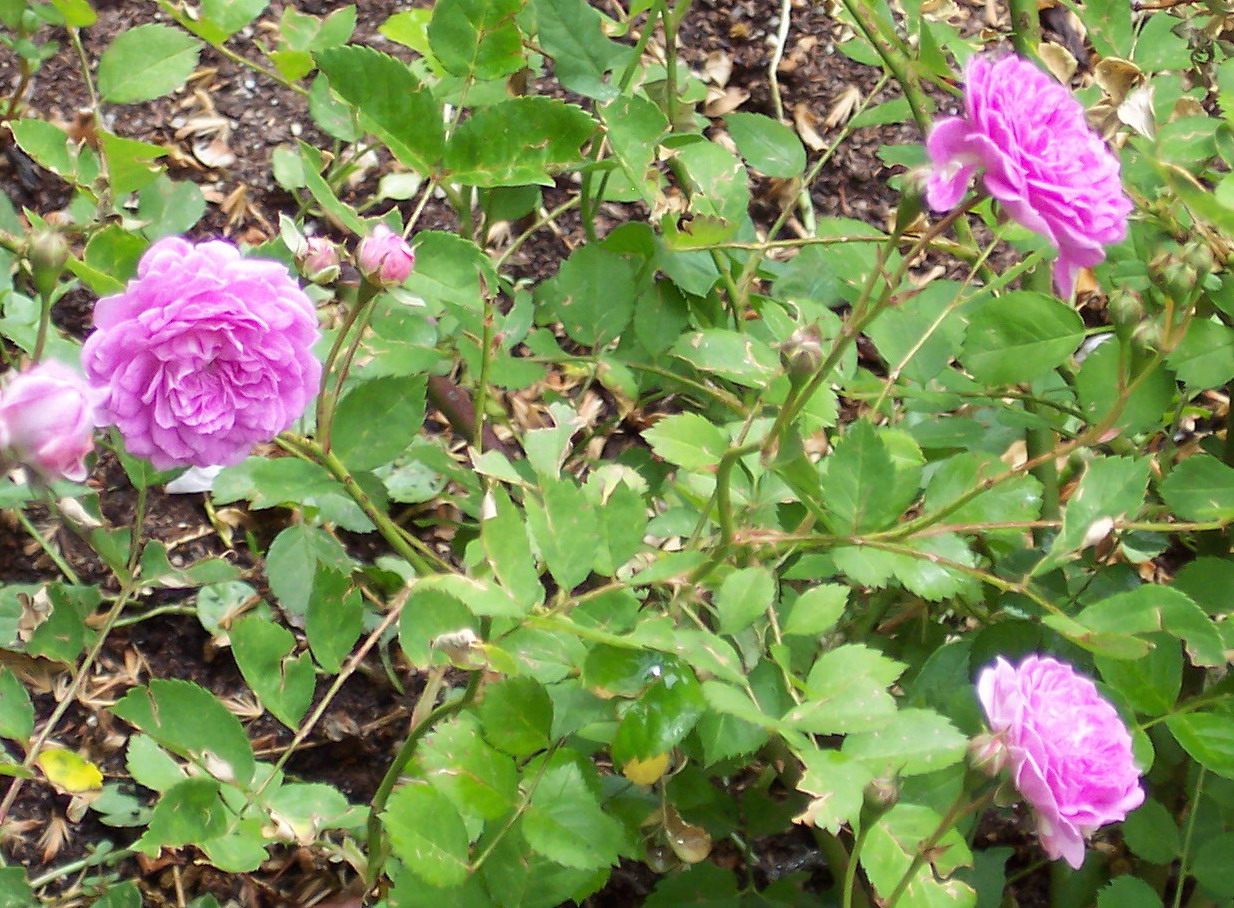
'Petite Leonie' (Soupert & Notting, 1892)
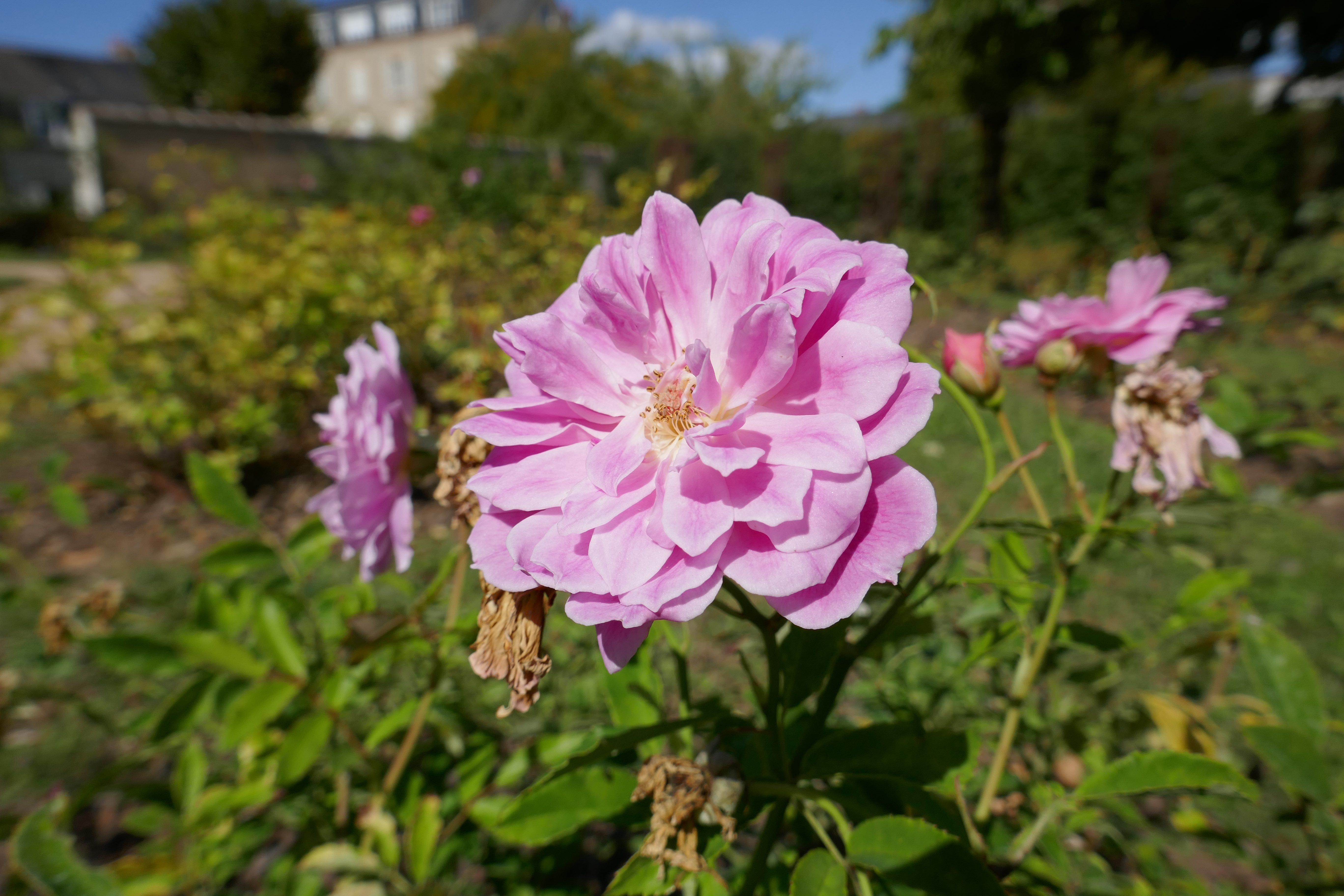
'Primerose Sistau' (Turbat, 1925)
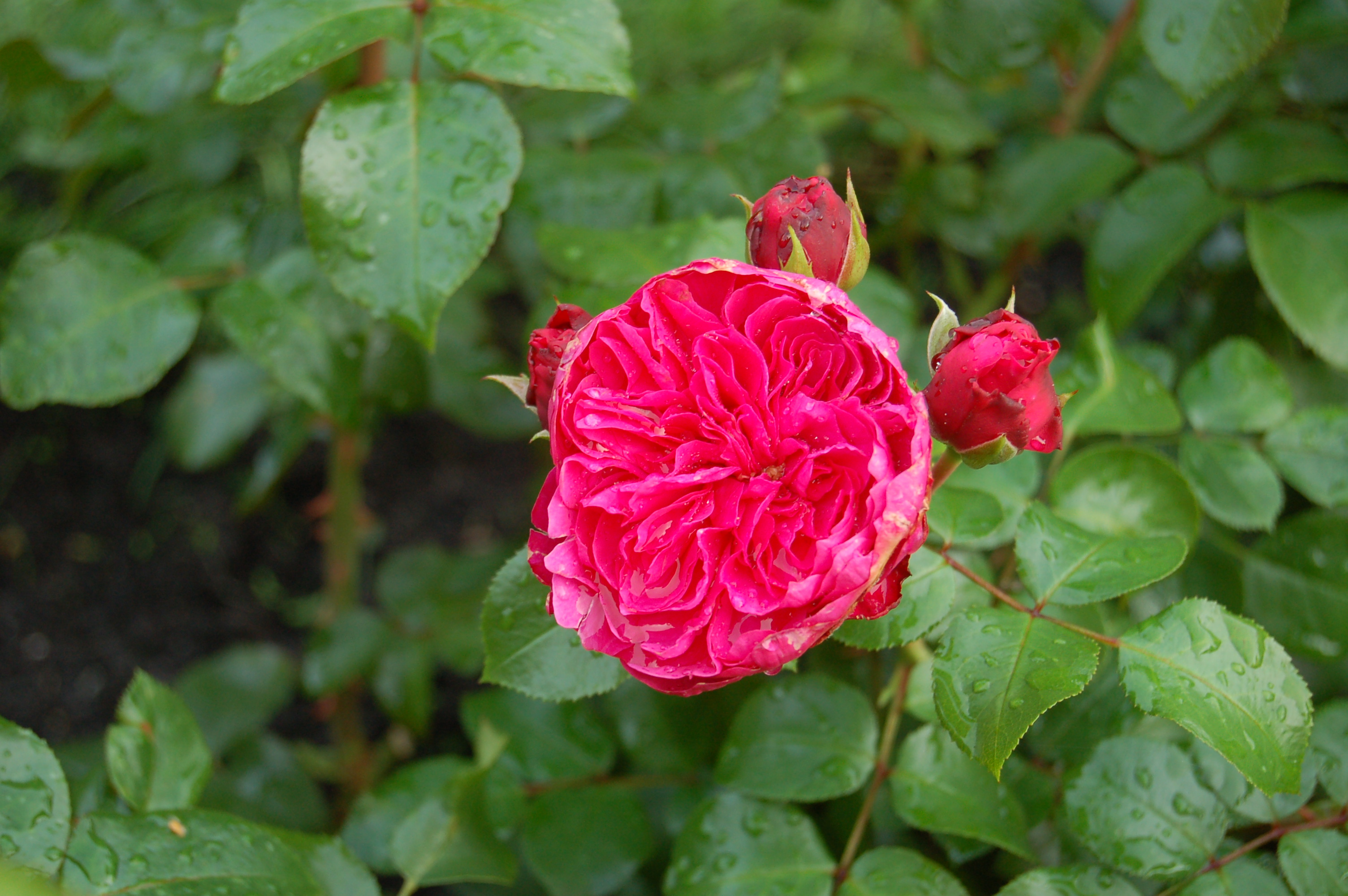
'Red Leonardo da Vinci' (Meilland, voor 2005)
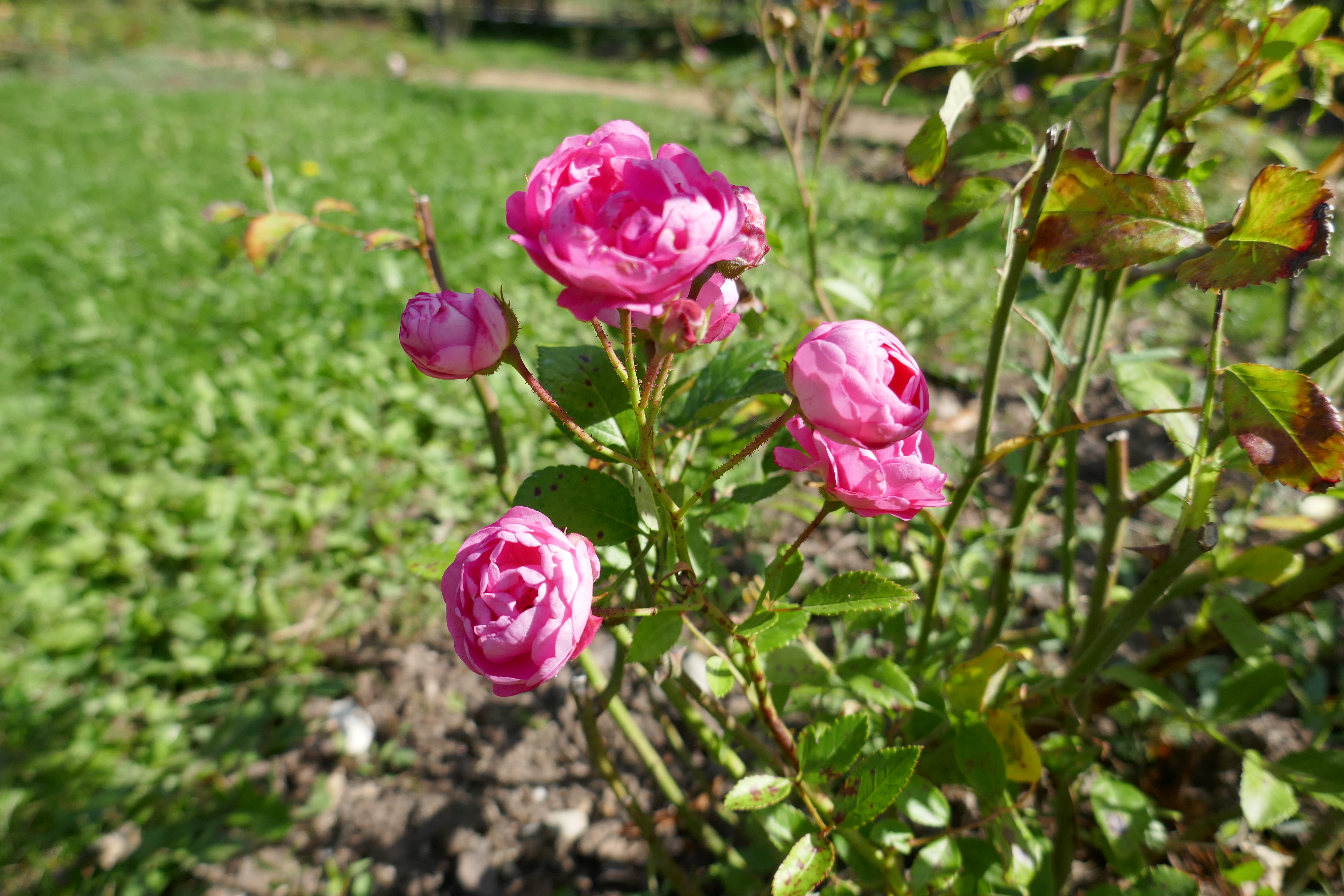
'Renoncule' (Barbier, 1913)
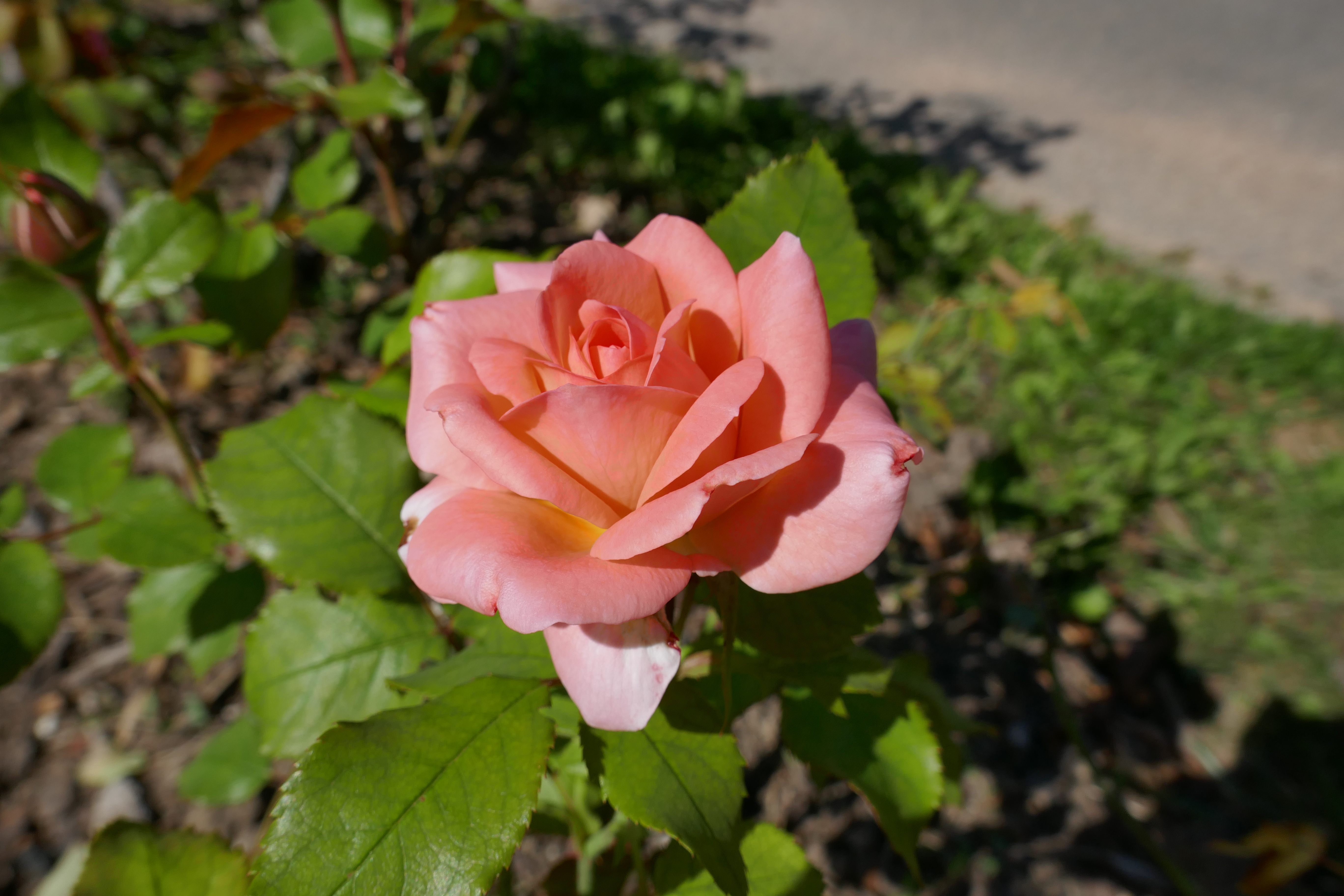
'Saint Fiacre d'Orléans' (Eve, 1997)
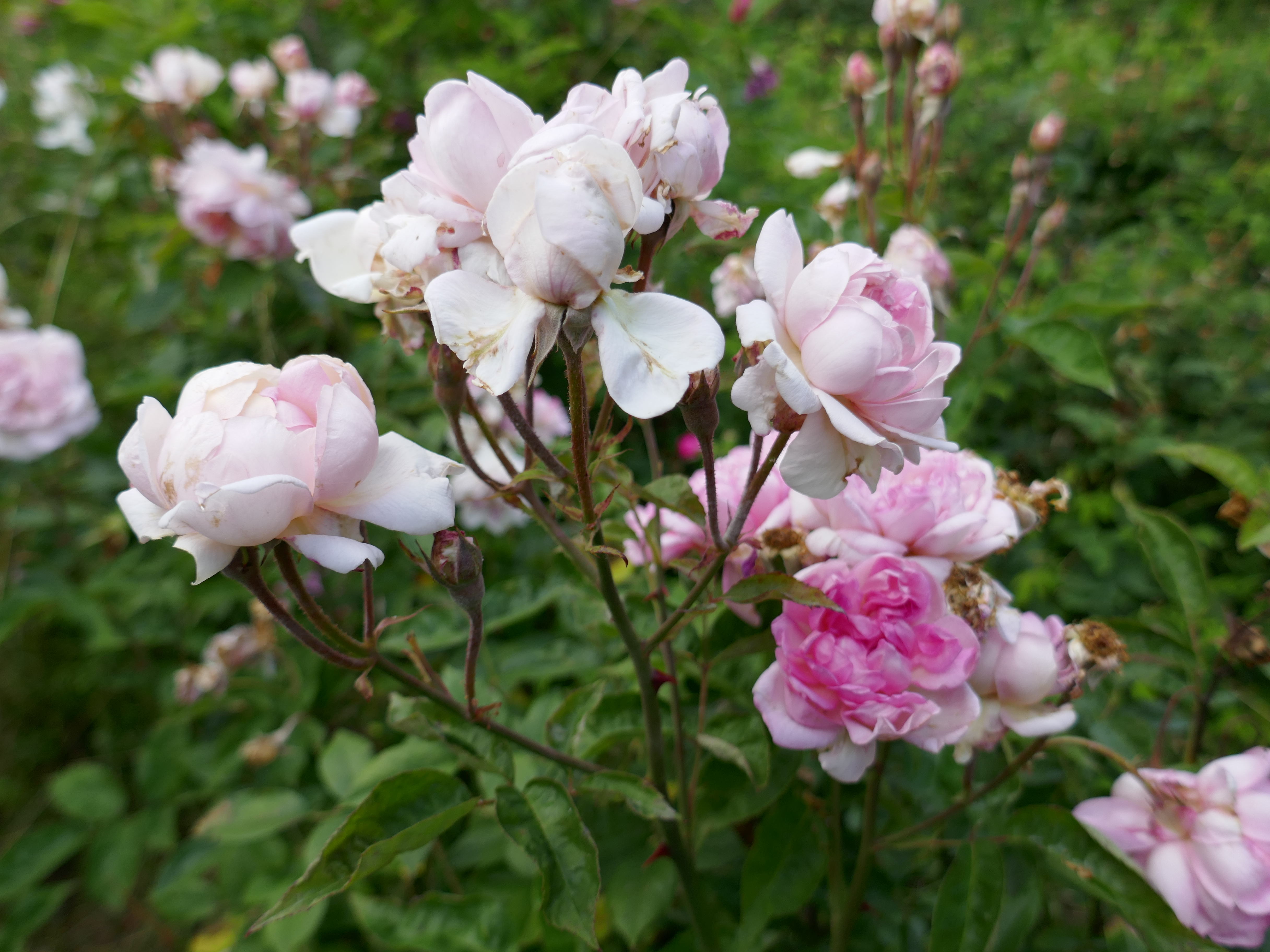
'Sisi Ketten' (Ketten, 1900)
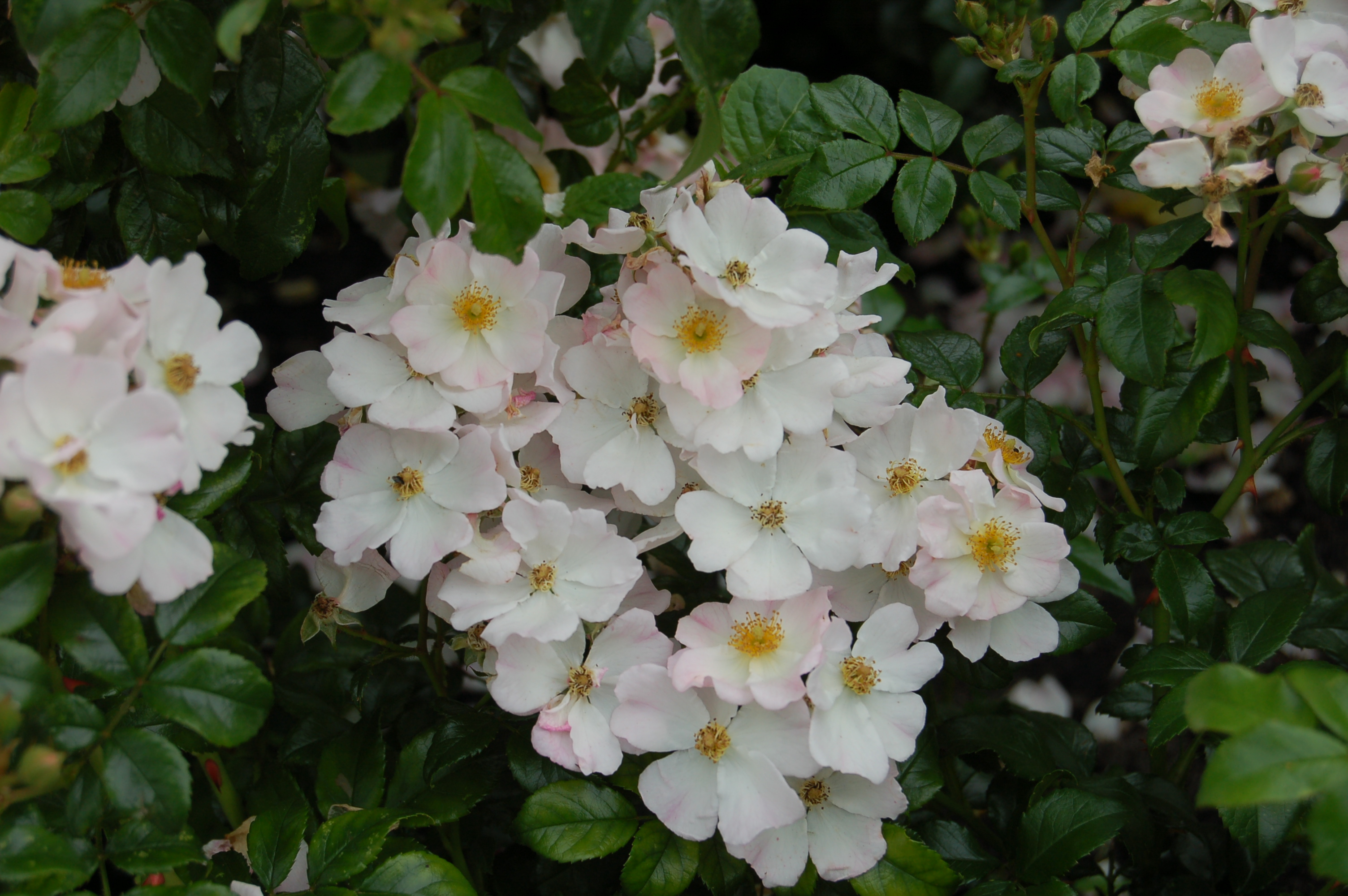
'Smart Meidiland' (Meilland, 2006)
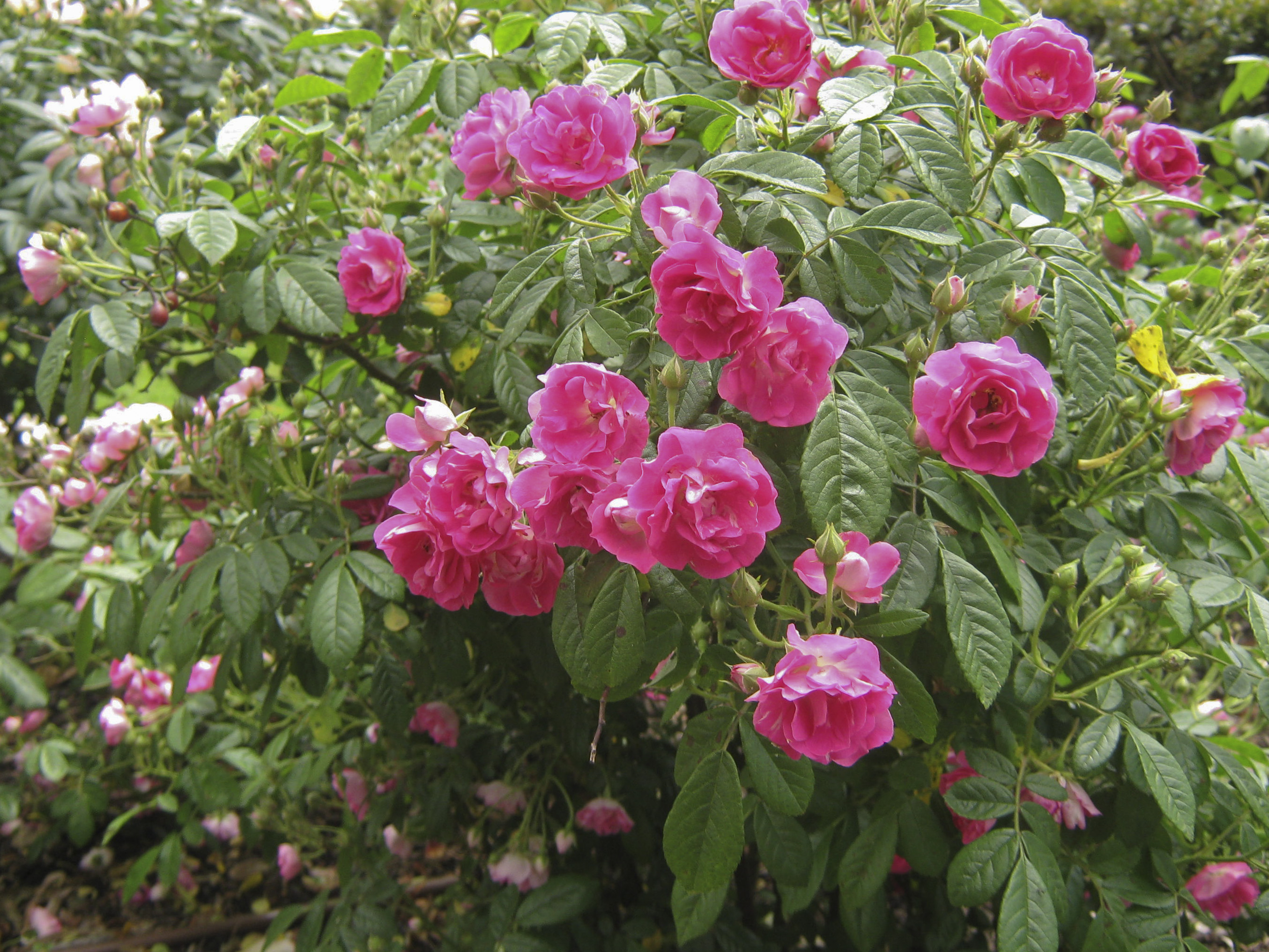
'Spring Song' (Riethmuller, 1954)
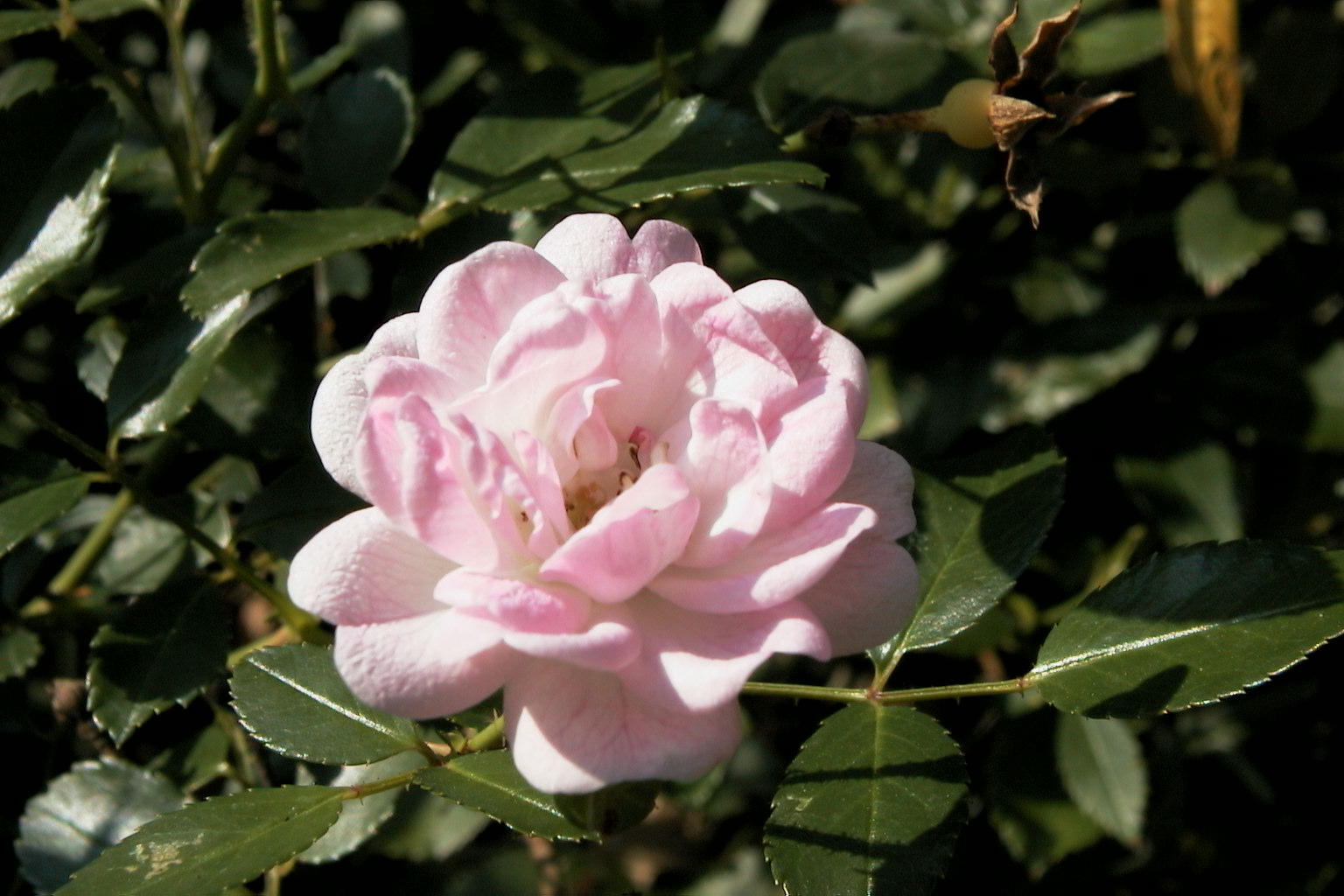
'The Fairy' (Bentall, 1932)
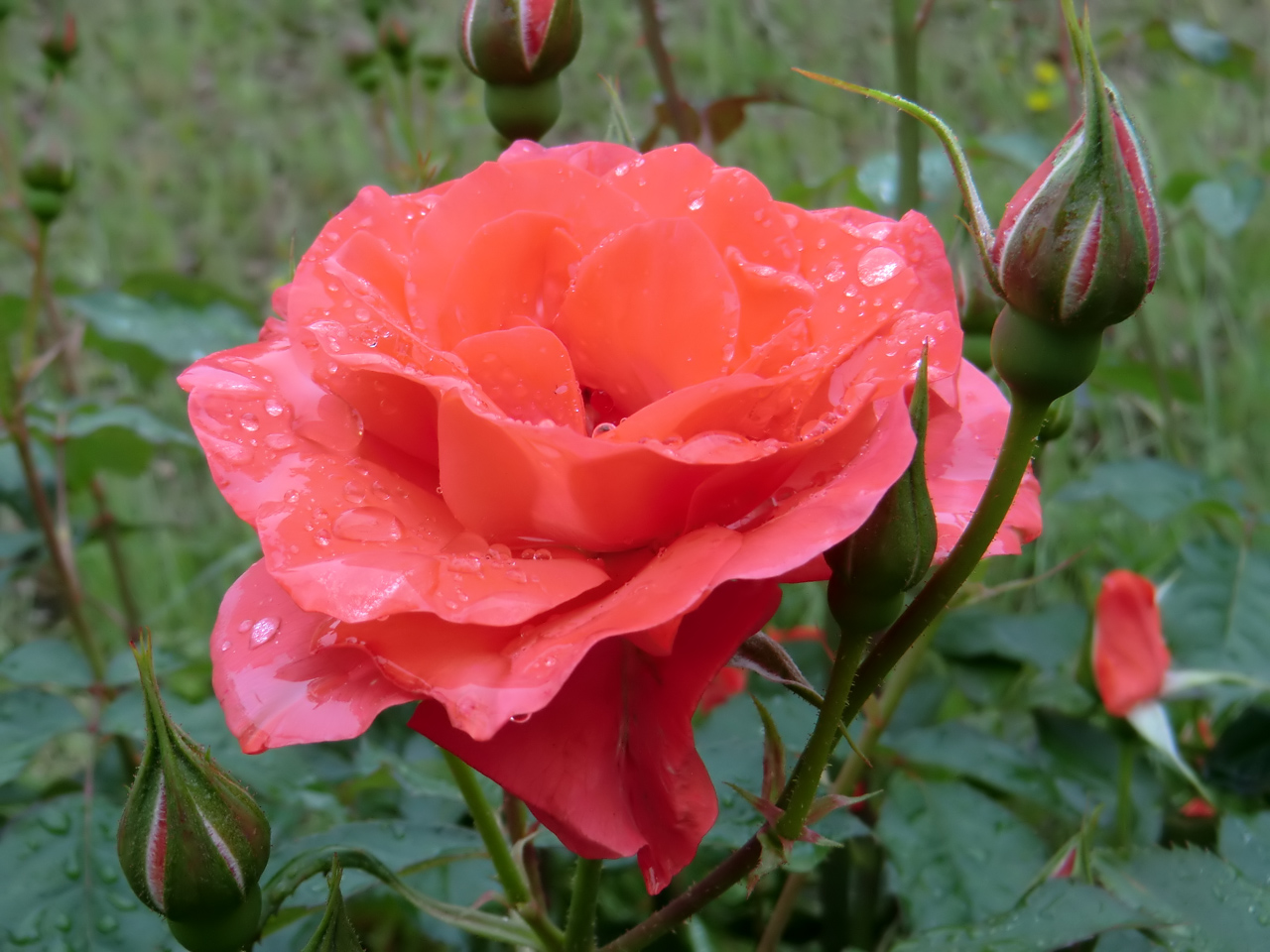
'Vincent van Gogh' (Buisman, 1969)
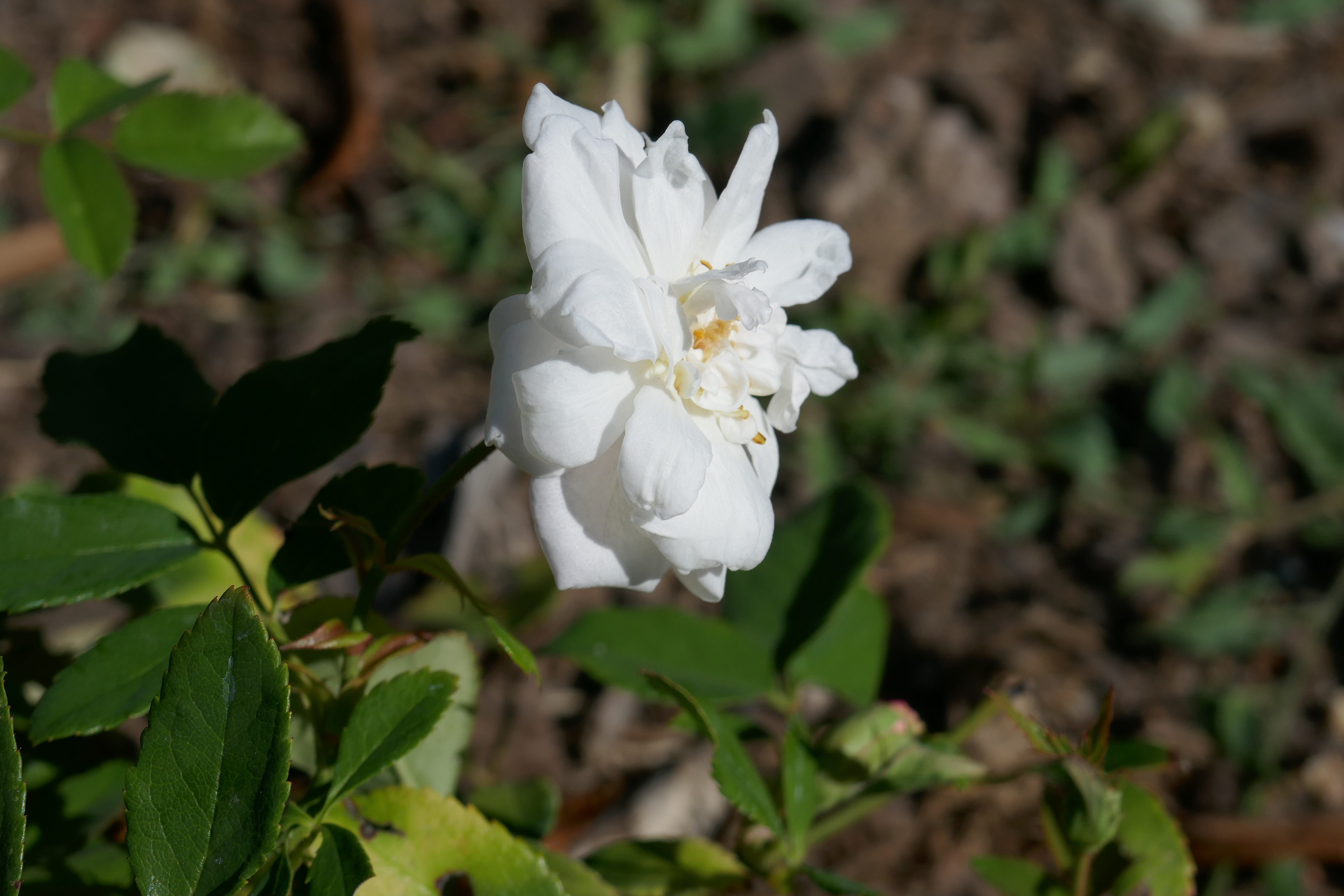
'White Cécile Brunner' (Fauque, voor 1909)
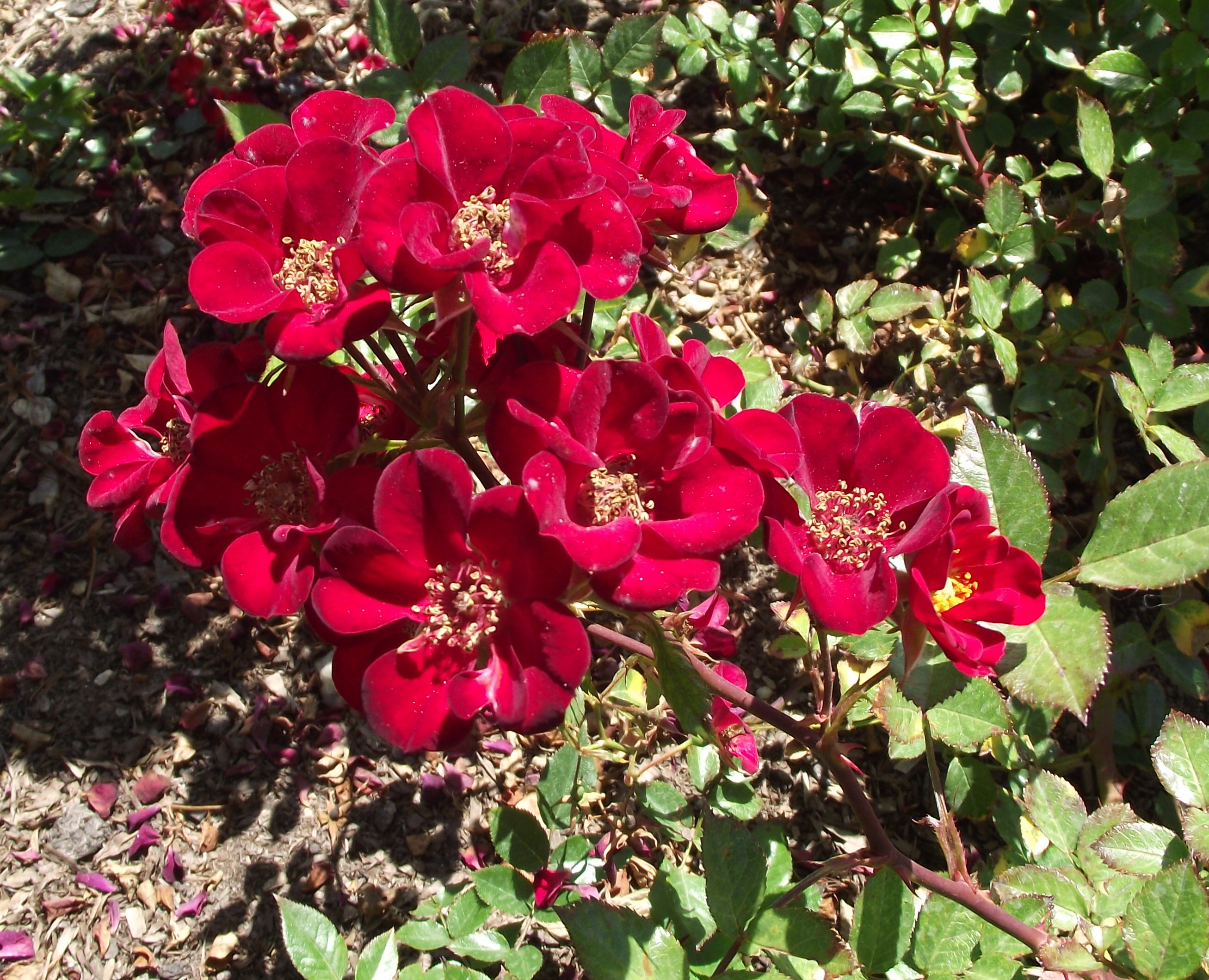
'Wing-Ding' (Carruth, voor 2004)
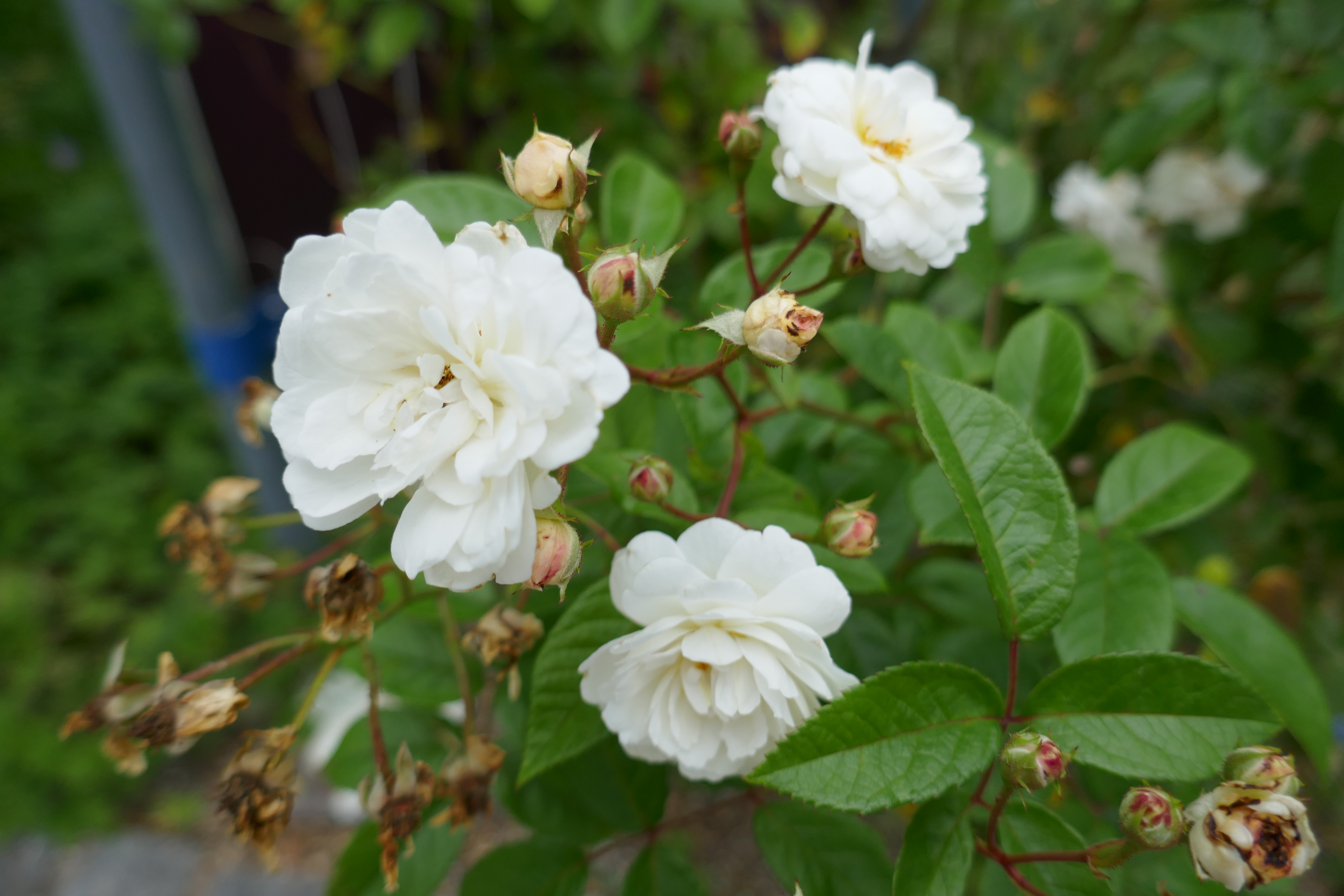
'Yvonne Rabier' (Tubat, 1910)